# Ausbruch des Eyjafjallajökull 2010
Der Ausbruch des Vulkan-Systems Eyjafjallajökull ([ˈɛɪjaˌfjatl̥aˌjœkʏtl̥] ⓘ) im Jahr 2010 fand in den Monaten März bis Mai an zwei etwa 8 km voneinander entfernten Stellen statt. Die ersten Eruptionen gab es am 20. März am Fimmvörðuháls (Ostrand der Gletscher-Hochebene Eyjafjallajökull), und am 14. April am Rande der Gipfel-Caldera. Weitere Eruptionen, in deren Folge erhebliche Asche-Mengen in die Atmosphäre geschleudert wurden, ereigneten sich bis zum 24. Mai. Dampfwolken über den Vulkanen bildeten sich noch bis zum Juli 2010.
Eyjafjallajökull ist sowohl der Name eines Gletschers (jökull) als auch des Vulkan-Systems, das von diesem Gletscher bedeckt ist.

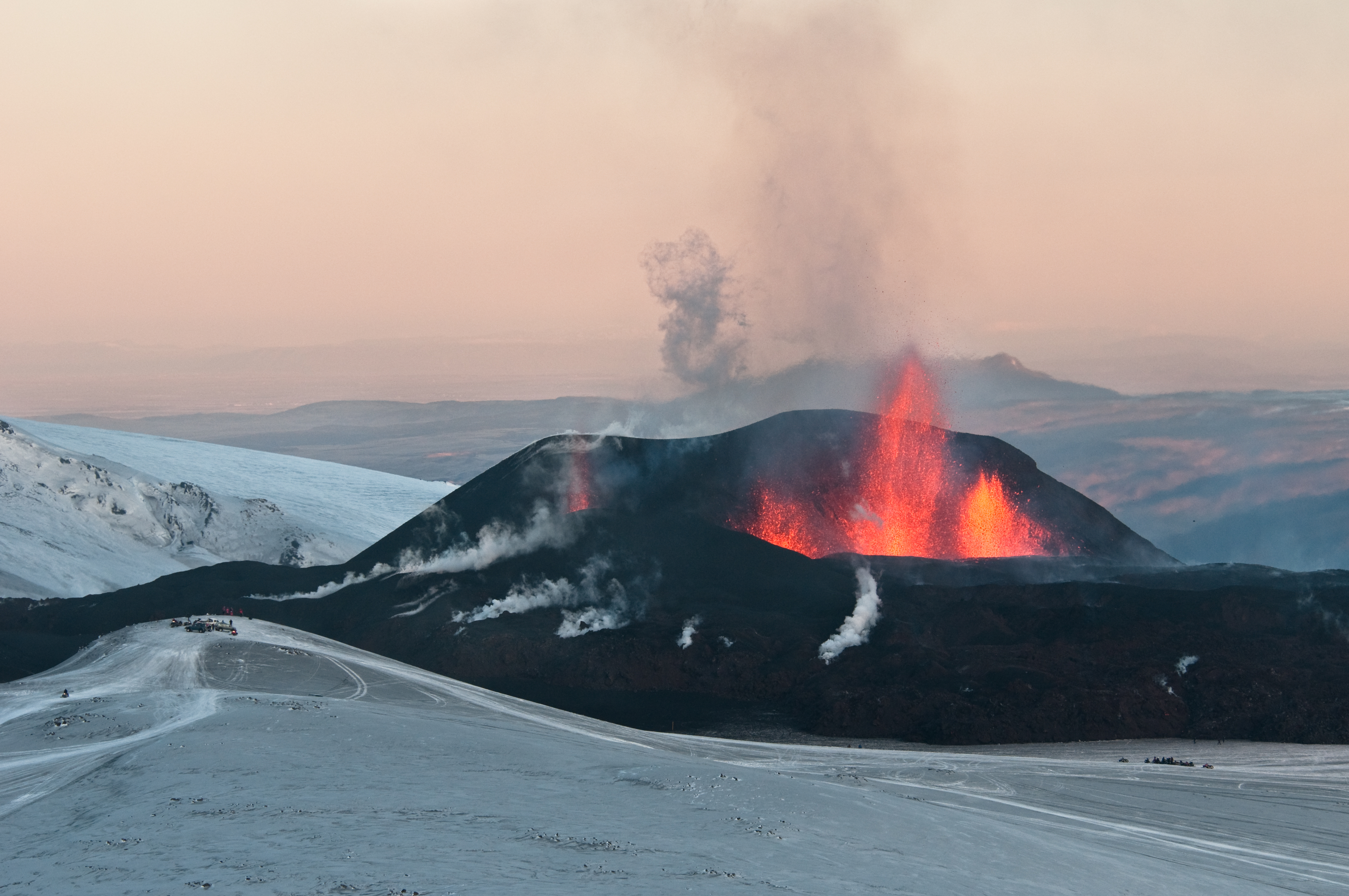
Ausbruchsstelle am Fimmvörðuháls, von Austurgigar aus, 29. März 2010

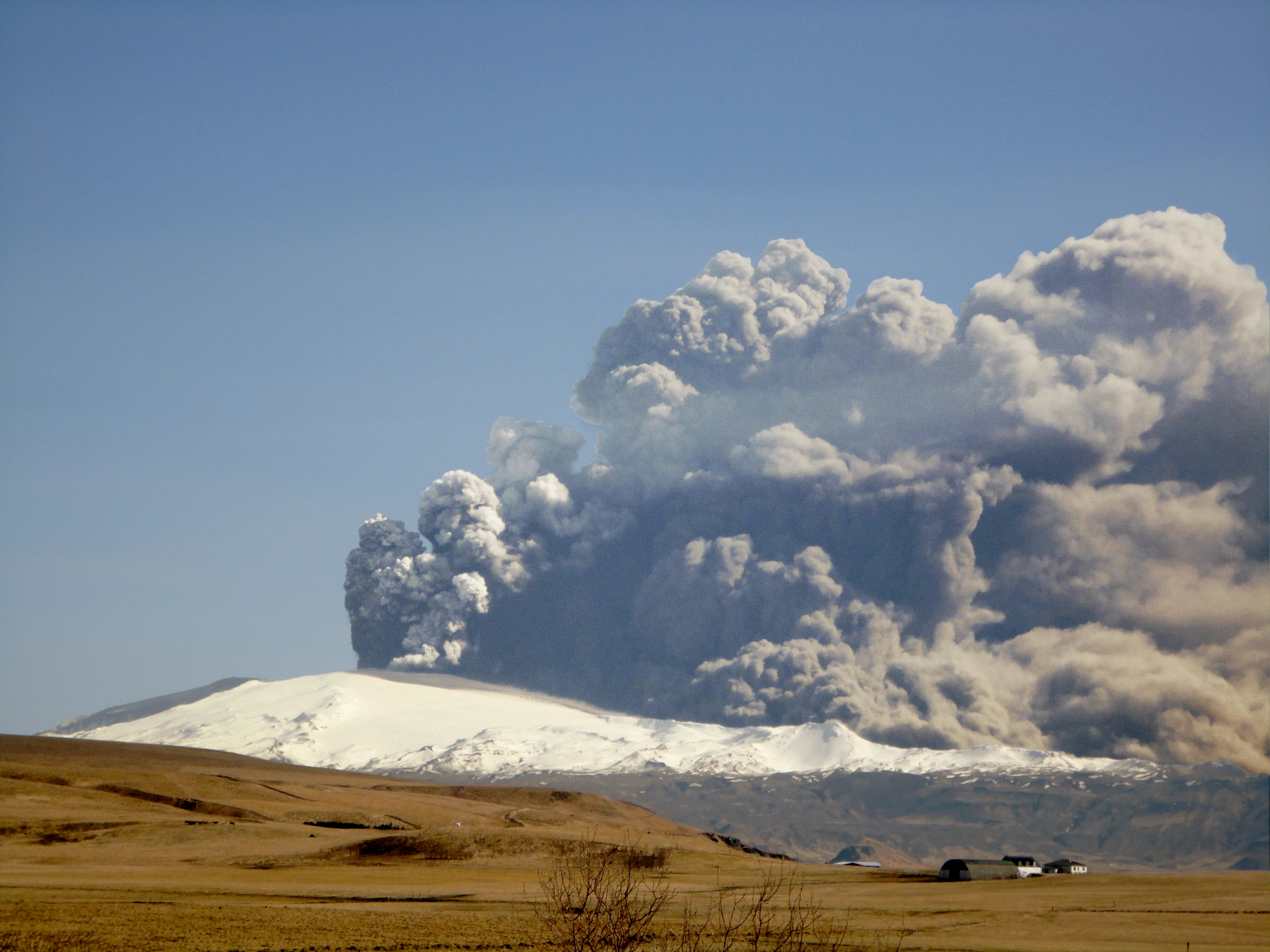
Eyjafjallajökull am 17. April 2010

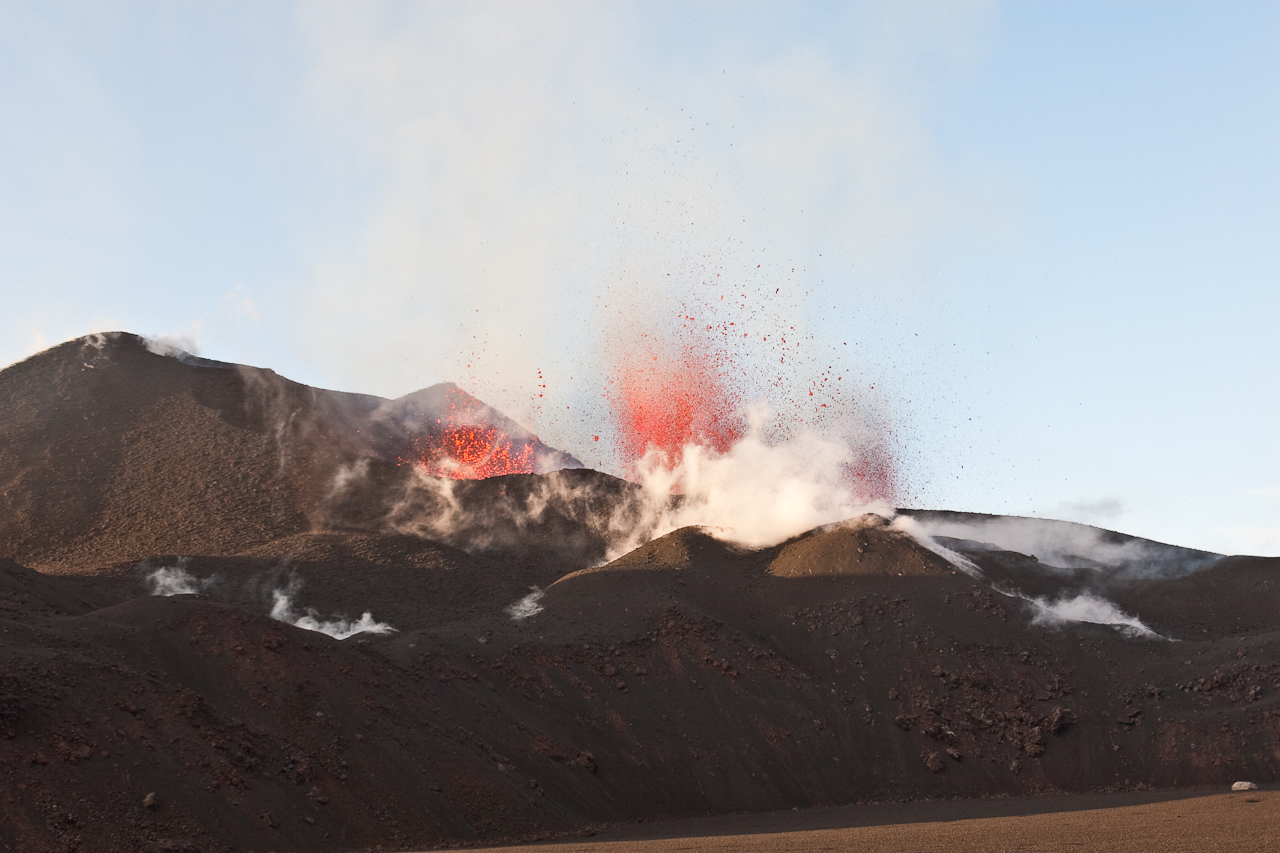
Fimmvörðuháls, 26. März 2010

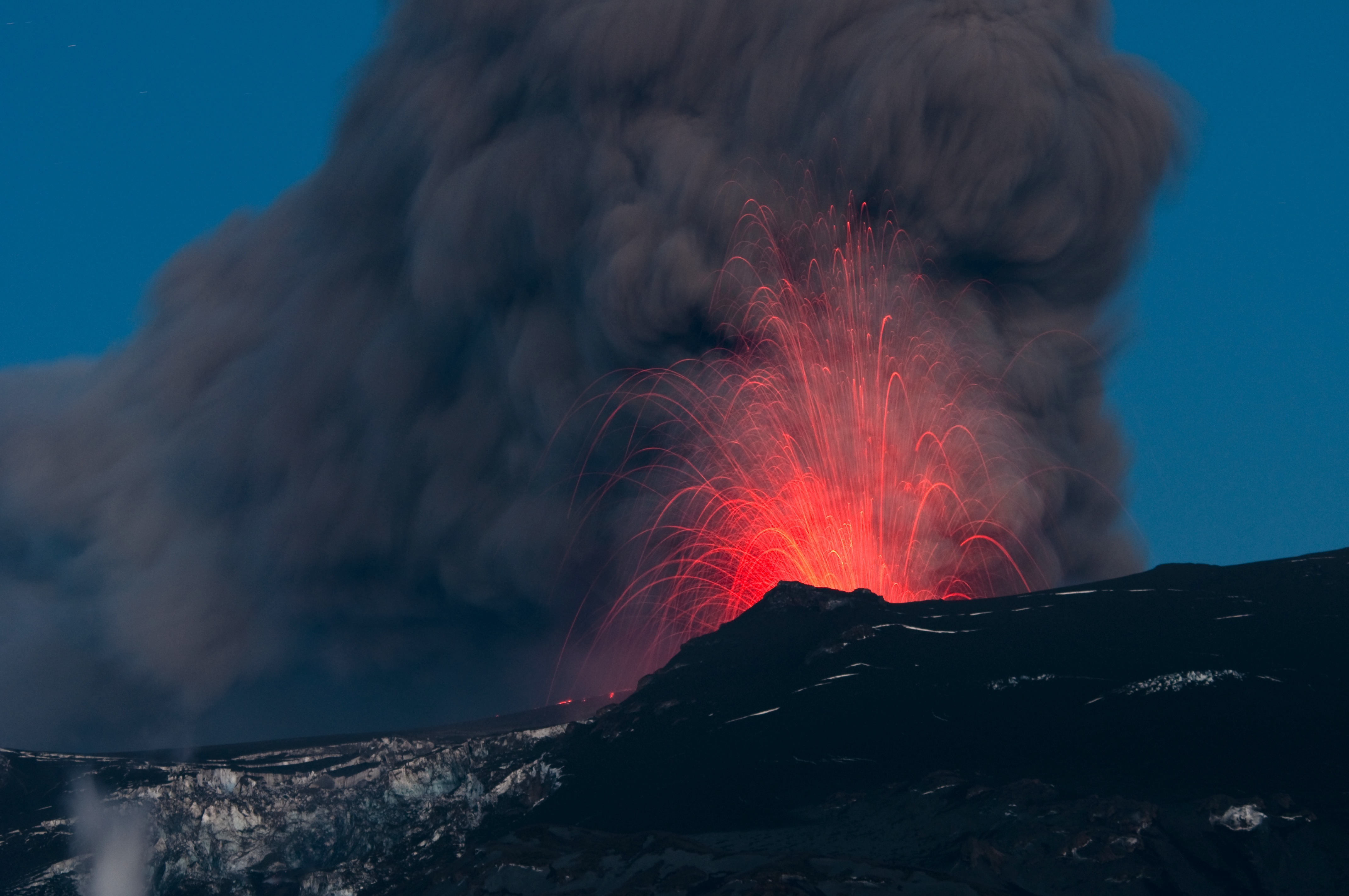
Gipfelkratereruption, 10. Mai 2010

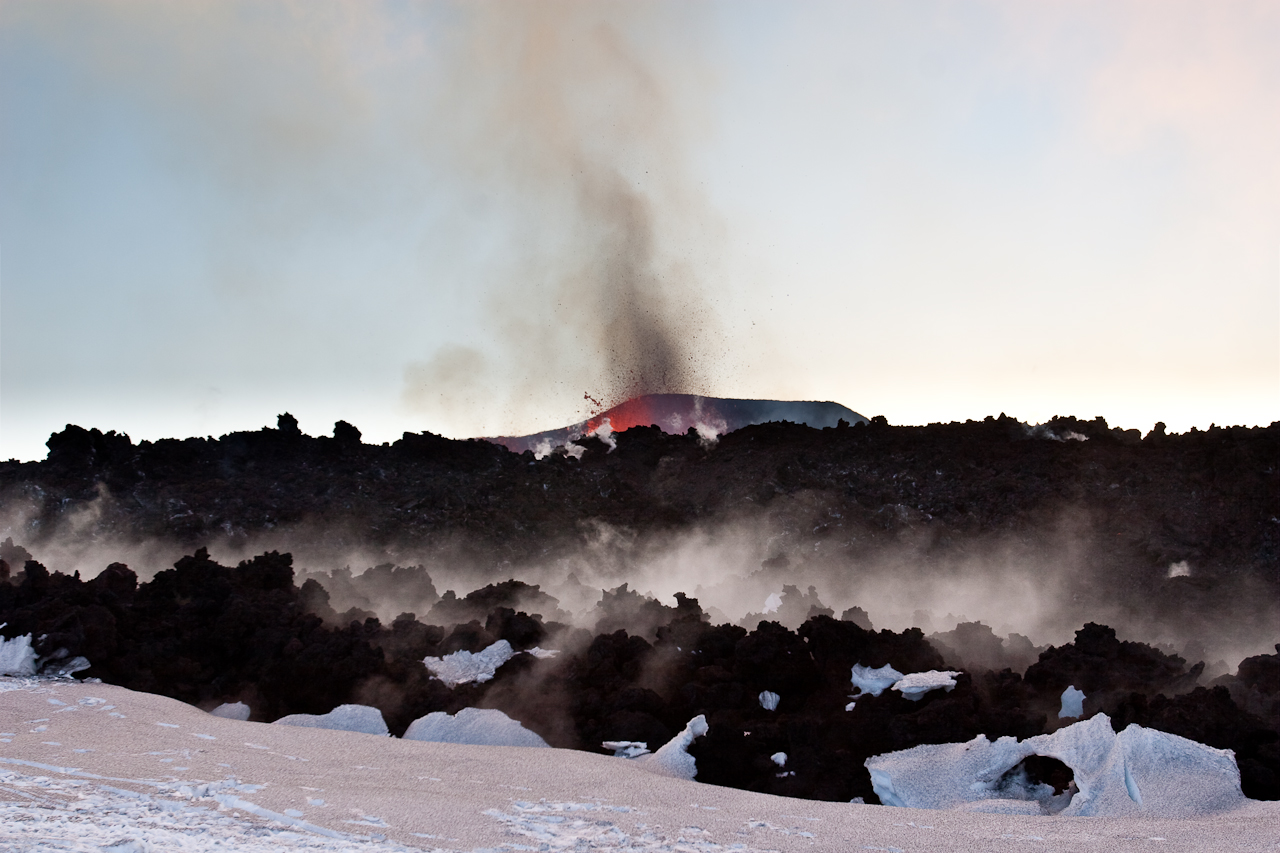
Fimmvörðuháls, 26. März 2010

Der Ausbruch des Eyjafjallajökull hatte über Island hinaus großräumige Auswirkungen. Insbesondere musste Mitte April 2010 auf Grund der ausgetretenen Vulkanasche der Flugverkehr in weiten Teilen Nord- und Mitteleuropas eingestellt werden, was eine bis dahin beispiellose Beeinträchtigung des Luftverkehrs in Europa infolge eines Naturereignisses darstellte.

## Überwachung des Gebietes des Eyjafjallajökull und Herkunft der wissenschaftlichen Daten
In Island arbeiten zwei Institutionen zusammen an der Überwachung der Vulkane und damit auch des Eyjafjallajökull. Dies ist einerseits das Vulkanologische Institut der Universität Island (Nordic Volcanological Center) und andererseits das Isländische Wetteramt, das z. B. für Erdbebenmessungen, Wasserstandsmessungen und die Voraussage von Bewegungen der Aschewolken zuständig ist. So erklärt sich auch, dass die beiden Institutionen gemeinsame tägliche Berichte zum Stand der Eruption auf Isländisch und Englisch veröffentlichten.

## Chronologie der Ereignisse

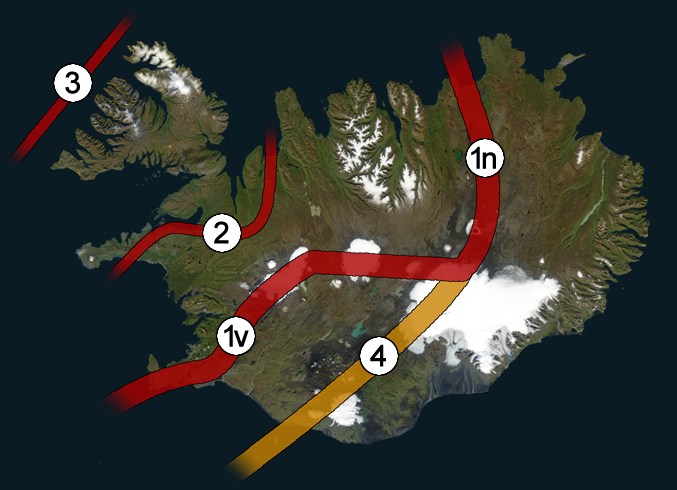
Ehemalige (2, 3) und aktuelle (1, 4) Riftzonen in Island: Der Eyjafjallajökull liegt in der Zone 4, ganz im Süden (halb verdeckt vom braunen Streifen), direkt westlich neben dem größeren Mýrdalsjökull; diese östliche Vulkanzone ist vermutlich dabei, sich zu einer neuen Riftzone zu entwickeln. In diesen Zusammenhang sind auch die Ausbrüche 2010 zu stellen.

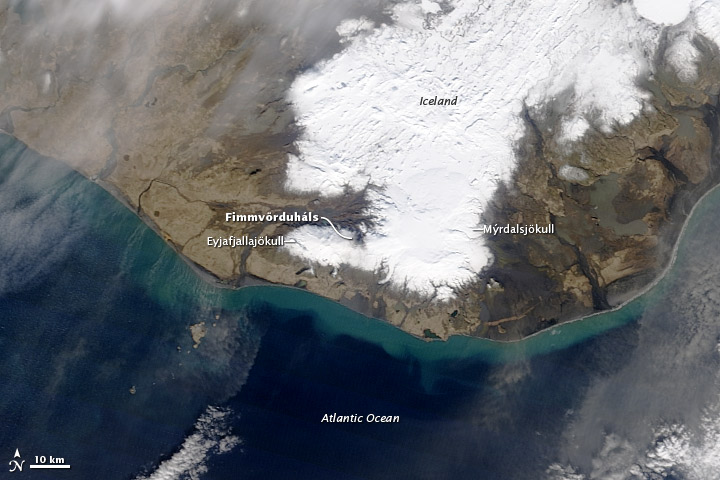
Gipfelcaldera und Fimmvörðuháls, der Gletscher Mýrdalsjökull mit dem Vulkan Katla im Osten, das Tal Goðaland und der Tindfjallajökull direkt nördlich des Eyjafjallajökull, ganz im Norden die Torfajökull-Region. Mit Schnee bedeckte Gebiete zwischen Mýrdalsjökull und Torfajökull. (Satellitenaufnahme der NASA, 26. März 2010)

### Vorzeichen des Ausbruchs
Schon 1999 hatte man erhöhte Erdbebenaktivität am Eyjafjallajökull und Mýrdalsjökull festgestellt. Im Winter 1999 auf 2000 konzentrierten sich diese Erdbeben auf den Eyjafjallajökull, und man stellte im Herbst 2000 einen kleinen Gletscherlauf im Fluss Lambfellsá fest, der von der chemischen Zusammensetzung her vom Vulkan stammte. Aus beiden Ereignissen schlossen die Vulkanologen, dass sich Magma im südlichen Eyjafjallajökull ansammelte.
Seit Ende Januar 2002 waren zwei neue Spalten am Gipfelkrater des Eyjafjallajökull zwischen Goðasteinn und Guðnasteinn bekannt, aus denen schwefeldioxidgesättigter Dampf aufstieg. Seither war die Überwachung des Berges intensiviert worden.
Ostern 2009 begann eine Phase erhöhter seismischer Aktivität im Bereich des Eyjafjallajökull mit Tausenden kleiner Erdbeben, die meist eine Magnitude zwischen 1 und 2 erreichten und ihr Hypozentrum vorwiegend in Tiefen von sieben bis zehn Kilometern unter dem Vulkan hatten.
Ab Anfang Februar 2010 zeigten GPS-Messungen deutliche Veränderungen der Oberfläche des Vulkans. Die Geräte hatten das isländische Wetteramt und die Universität Island an zahlreichen Stellen um den Vulkan, unter anderem bei dem Bauernhof Þorvaldseyri etwa 15 Kilometer südwestlich der Ausbruchsstelle am Fimmvörðuháls, aufgestellt. Bei der Auswertung der Ergebnisse zeigte sich eine Verformung der Erdkruste unmittelbar am Eyjafjallajökull um bis zu 15 Zentimeter, wobei sich die Kruste innerhalb der letzten vier Tage vor dem Ausbruch stellenweise um mehrere Zentimeter deformiert hatte.
Die ungewöhnlich hohe Anzahl an Erdbeben zeugte zusammen mit der schnellen Krustenausdehnung von einströmendem Magma unterhalb der Erdoberfläche.
In den folgenden Wochen erhöhte sich die Anzahl der gemessenen Erdbeben noch und erreichte mit 3000 Erdbeben, die zwischen dem 3. und 5. März 2010 festgestellt wurden, einen vorläufigen Höhepunkt. Die meisten Erdstöße waren relativ schwach (weniger als Magnitude 2); wobei aber gerade diese oft Indikatoren für einen sich vorbereitenden Ausbruch sind. Einige lagen auch über Magnitude 2 und konnten in nahegelegenen Orten gespürt werden.
Am 19. März verlagerte sich die Erdbebenserie leicht nach Osten und nach oben (Erdbebenherde in vier bis sieben Kilometer Tiefe).
Am 21. März stellte man eine weitere Verschiebung nach Osten fest; die Erdbebenherde befanden sich teilweise in Oberflächennähe.

### Eruptionen am Fimmvörðuháls: 20. März bis 12. April 2010
Am 20. März 2010 begann kurz vor Mitternacht eine Eruption des Vulkans, eine effusive Eruption, wie sich erweisen sollte. Die Ausbruchsstelle lag auf der Hochebene Fimmvörðuháls zwischen Eyjafjallajökull und Mýrdalsjökull. Die angrenzende Region Fljótshlíð und die Südküste zwischen Hvolsvöllur und Vík í Mýrdal mit rund 500 Bewohnern wurden zeitweilig evakuiert.
Die Messgeräte stellten am 21. März 2010 gegen 22:30 Uhr schwache Unruhe und vulkanischen Tremor an drei Orten fest, die dem Eyjafjallajökull nächstgelegen waren. Etwa zur gleichen Zeit kam die Nachricht, dass ein Vulkanausbruch oben am Gletscher begonnen habe. Bald darauf stellte sich heraus, dass die Ausbruchsstelle auf der Hochebene Fimmvörðuháls zwischen Eyjafjallajökull und Mýrdalsjökull lag.

#### Evakuierungsmaßnahmen
Vorsichtshalber wurde die unmittelbare Umgebung des Vulkans in den Bezirken Fljótshlíð, Eyjafjöll und Landeyjar evakuiert, wobei 500 Menschen in Sicherheit gebracht wurden. Kurzfristig schloss man die Flughäfen von Reykjavík und Keflavík. Der internationale Flughafen wurde jedoch am Abend des 21. März wieder für den Verkehr freigegeben.
Die Einwohner der Zone rund um den Vulkan konnten fast alle am 22. März 2010 wieder in ihre Häuser zurückkehren. Allerdings waren die Wege in die Þórsmörk und auf den Pass Fimmvörðuháls am 27. März 2010 noch gesperrt.

#### Lavaströme an den ersten Ausbruchstagen

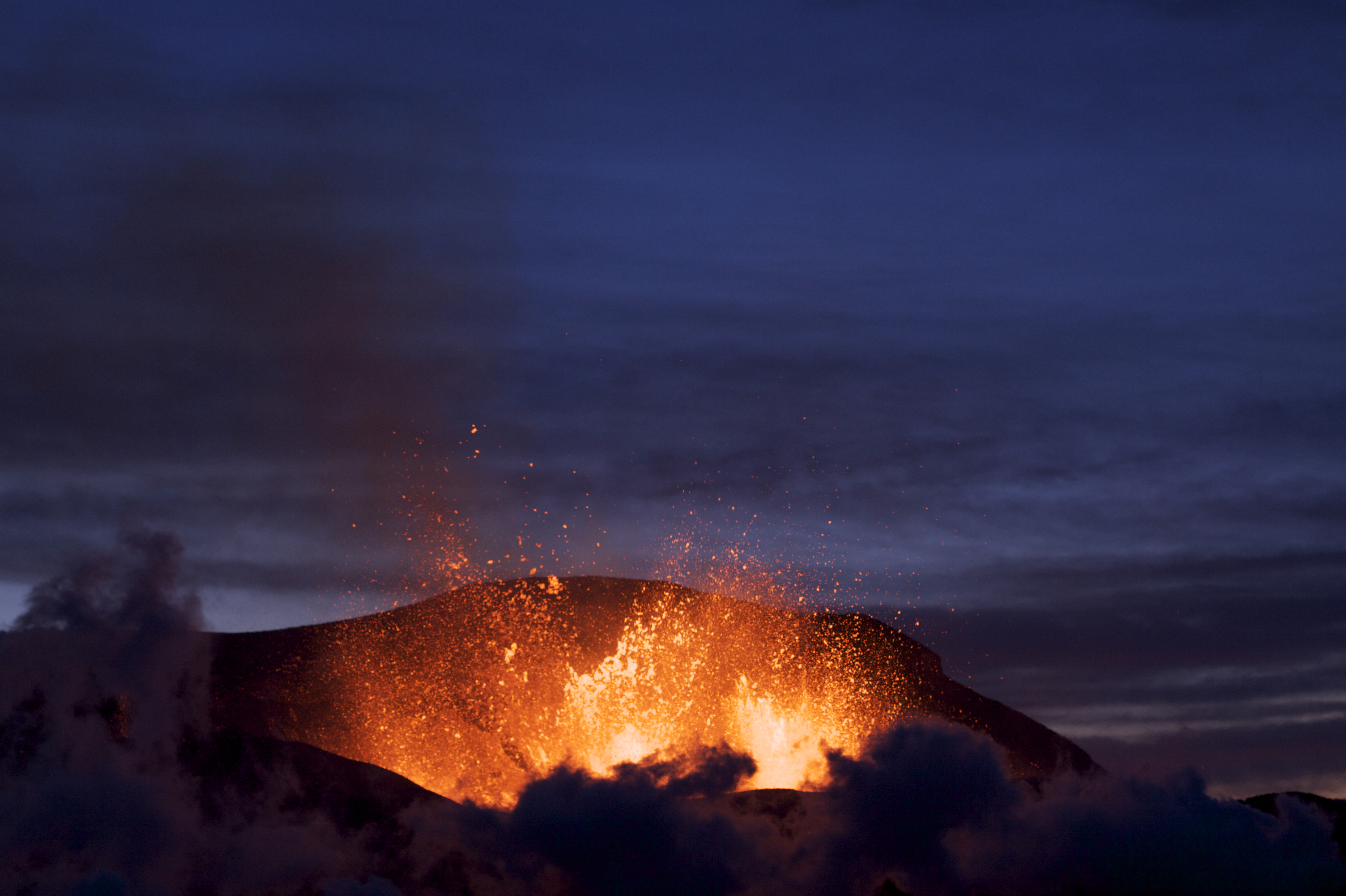
Fimmvörðuháls, 27. März 2010

Es handelte sich bis zum 27. März 2010 größtenteils um einen effusiven Vulkanausbruch, der bis zu 150 Meter hohe Lavafontänen aus 10–12 Kratern entlang einer circa 500 Meter langen Spalte produzierte. Die Lava war ungefähr 1000–1200 °C heiß, von alkalibasaltischer Zusammensetzung und dünnflüssig.
Die flüssige Lava strömte etwa zwei Kilometer nach Nordosten und dann zunächst in die Schlucht Hrunagil, wobei sie einen mehr als 200 Meter hohen Lavafall bildete.
Am 25. März 2010 gelang es Wissenschaftlern zum ersten Mal, die Bildung von Pseudokratern zu verfolgen.
In den ersten beiden Eruptionstagen wurde eine Ausdehnung der Erdkruste am Eyjafjallajökull festgestellt, die jedoch mit zunehmender Eruptivtätigkeit abnahm. Die Wissenschaftler nahmen an, dass der Magmaeintrag in die Magmakammer im Volumen in etwa der eruptiven Ausstoßmasse entspräche und der Ausbruch damit ein gewisses Gleichgewicht gefunden habe.
Der Geophysiker Magnús Tumi Guðmundsson erklärte, dass die Eruption im Vergleich etwa mit der der Hekla im Jahr 2000 bisher einen relativ geringen Umfang habe. Dies könne sich allerdings ändern, falls sich das Eruptionszentrum unter den Gletscher verlagern würde. Damit würde sich auch das Risiko von Gletscherläufen ergeben. Die Radare des isländischen Wetteramtes entdeckten noch keinen nennenswerten Aschenfall in den ersten beiden Tagen, erst am Abend des 22. März fiel etwas Asche in Fljótshlíð und Hvolsvöllur.
Der Lavafluss spaltete sich am 26. März auf, ein größerer Teil bildete einen Lavafall in der Hvannagil, einer Schlucht, die westlich der Hrunagil liegt. Am 27. März gegen Abend durchbrach ein weiterer Teil der Laven die Südwand eines Kraters und bewegte sich in Richtung des Wanderwegs von Skógar auf den Fimmvörðuháls, der gesperrt wurde.
Am Abend des 28. März hatte sich ein dritter Strom gebildet, der über einen „Lavafall“ zwischen den beiden anderen in die Schlucht Hrunagil abfloss. Magnús Tumi Guðmundsson erklärte, dass die Fördermenge nicht nachgelassen habe und bei etwa 20–30 Kubikmeter pro Sekunde liege.

#### Eruptionswolken

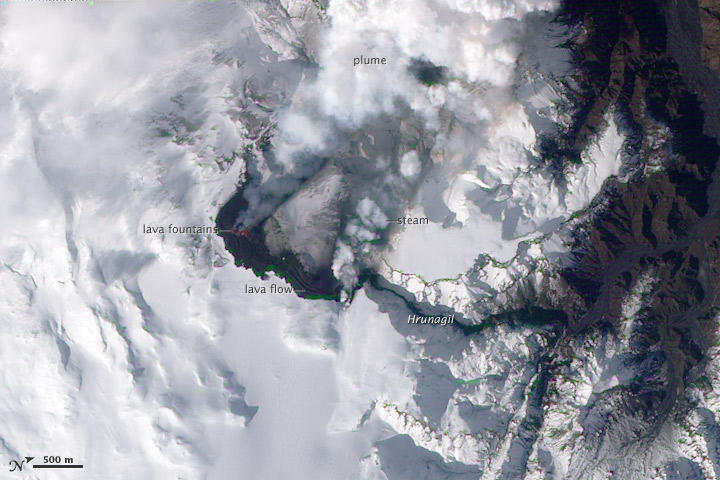
NASA-Aufnahme am 24. März 2010

Am 22. März gegen 7 Uhr stieg eine Eruptionswolke von der Ausbruchsstelle bis in etwa 4000 Meter Höhe. Am 23. März 2010 erreichte eine derartige Wolke 7000 Meter Höhe.

#### Wassermenge in den Flüssen Krossá und Hruná
Am 22. März 2010 gegen 10 Uhr wurde ein plötzlicher, kurzzeitiger Anstieg von Wassermenge und Temperatur im Fluss Krossá festgestellt. Man schrieb dies den eruptiven Aktivitäten in der Nähe zu.
Am 27. März 2010 fuhr eine Gruppe Geologen zu Untersuchungen in die Schlucht Hrunagil, in die inzwischen Lava einströmte. Das Wasser des Flüsschens Hruná dampfte. Die Geologen schätzten die Wassertemperatur auf 50–60 °C. Sie vermuteten außerdem einen kleinen Gletscherlauf in der Hruná, weil man kurzzeitig eine erhöhte Wassermenge gemessen hatte.

#### Ausgestoßenes Gestein und Fluorgehalt
Die Analyse von vulkanischer Asche und Laven der Ausbruchsstelle zeigte als Grundbestandteil Siliciumdioxid (47 %) und Aluminiumoxid (16 %) mit einem Spurenanteil von 0,1 Gramm Fluorid pro Kilogramm. Die höher katapultierten Aschepartikel können viel höhere Fluoranteile enthalten (bis zu 0,5 Gramm pro kg). Da das Fluorid in Wasser und Futter die Calciumverwertung negativ beeinflussen könnte, wurden die Bauern der Umgebung angehalten, ihre Tiere möglichst im Stall zu behalten und ihnen viel (reines) Wasser und Futter zu geben. Die Viehwirtschaft ist ausgesprochen wichtig im Süden Islands, wo circa 28 Prozent der Arbeitnehmer auf Bauernhöfen beschäftigt sind.
Weitere Analysen des ausgeworfenen Materials ergaben, dass es sich um Magma handelt, das ohne Zwischenaufenthalt in einer Magmakammer an die Erdoberfläche befördert wurde. Außerdem wurde eine auffallende Übereinstimmung der chemischen Zusammensetzung dieser Auswurfsmaterialien mit denen von Ausbrüchen der Katla festgestellt.

#### Temperatur der Laven und Lavaausstoß

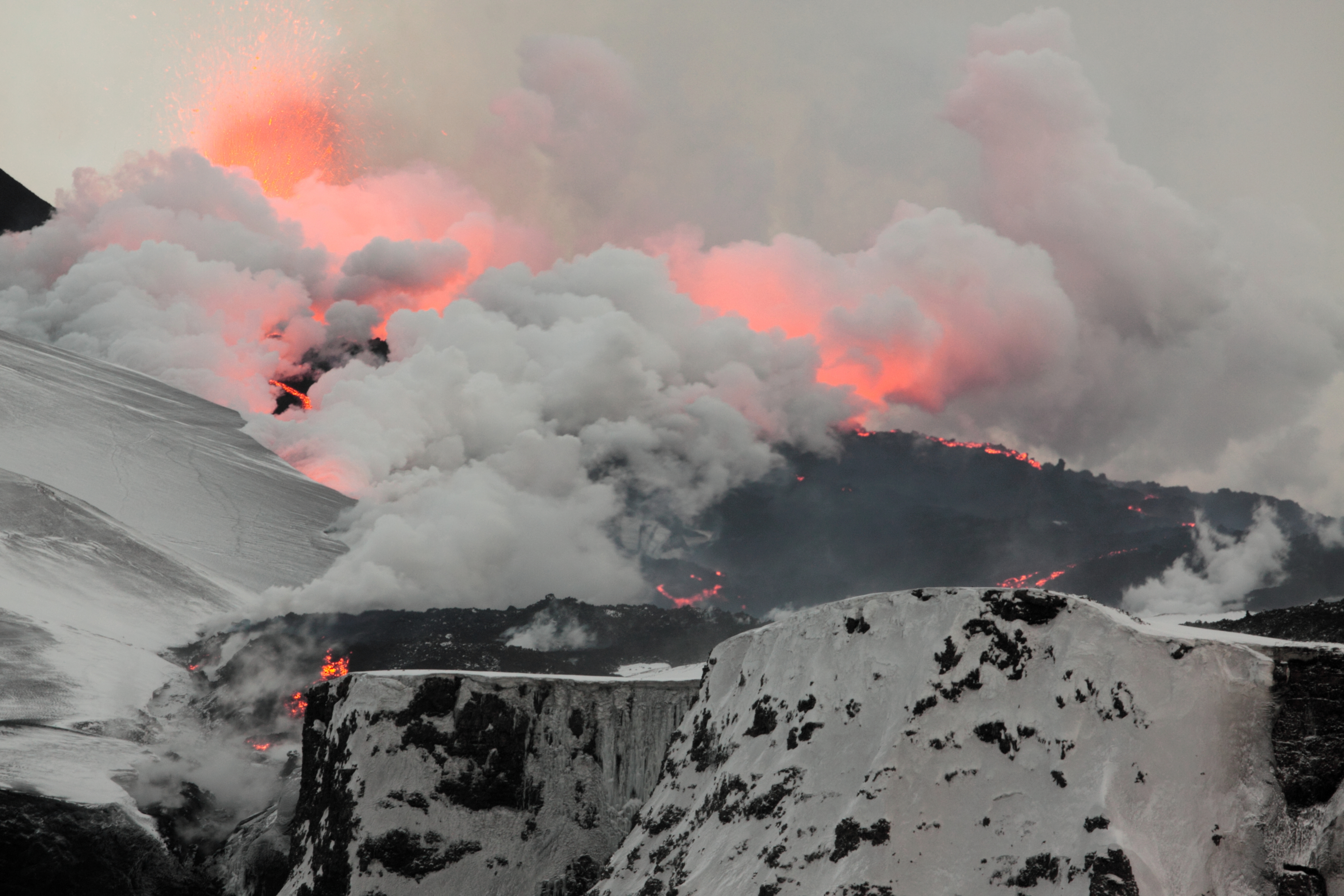
Fimmvörðuháls, 2. Spalte, 2. April 2010

Wenige Tage nach Beginn der Eruption konnte durch Satelliten-Messungen der NASA bereits ein Ausstoß von über sechs Tonnen Lava in der Sekunde mit einer Wärmeleistung von mehr als einem Gigawatt festgestellt werden. Man hatte hier neueste Satellitentechnik für die Messungen eingesetzt, mit Satellitenbeobachtungen am 24., 29. und 30. März 2010.
Laut Messungen von Wissenschaftlern am 31. März 2010 betrug die Temperatur in den neu ausströmenden Laven etwa 800 °C und in den Lavasäulen ca. 640 °C. Solche Messungen wurden in Island vermutlich zum ersten Mal angestellt, allerdings vorher schon auf Kamtschatka und Hawaii.
Nach Messungen des Geologischen Instituts der Universität Island betrug der Lavaausstoß bis zum 7. April 2010 etwa 22–24 Millionen Kubikmeter, was einer Durchschnittslavaproduktion von 15 Kubikmetern oder 30 bis 40 Tonnen pro Sekunde entspricht. Diese Laven bedeckten 1,3 Quadratkilometer, und die Dicke des Lavafeldes lag bei 10–20 Metern. Es handelt sich hierbei um Blocklaven.
Der Vulkanausbruch ließ bis zum 7. April 2010 zwei neue kleine Berge entstehen: Der ältere Krater erreichte eine Höhe von 82 Metern über seiner Umgebung; der jüngere Krater wuchs auf 47 Meter an.

#### Neue Eruptionsspalte am Fimmvörðuháls 31. März 2010 und Lavastrom in die Schlucht Hvannárgil

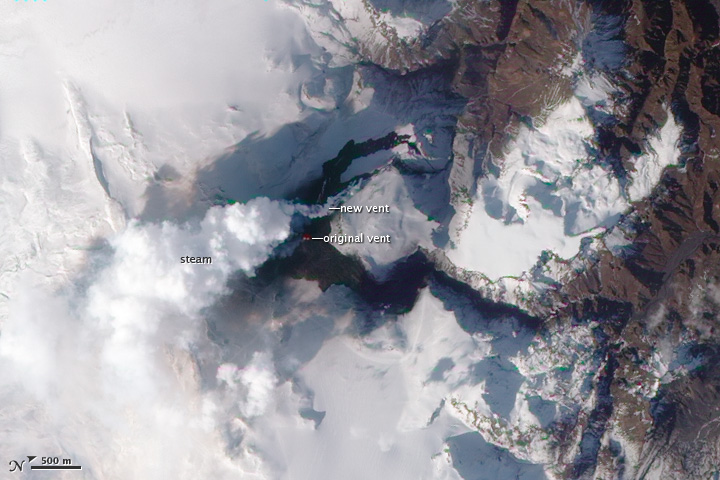
NASA-Aufnahme der neuen Eruptionsspalte am Fimmvörðuháls, 1. April 2010

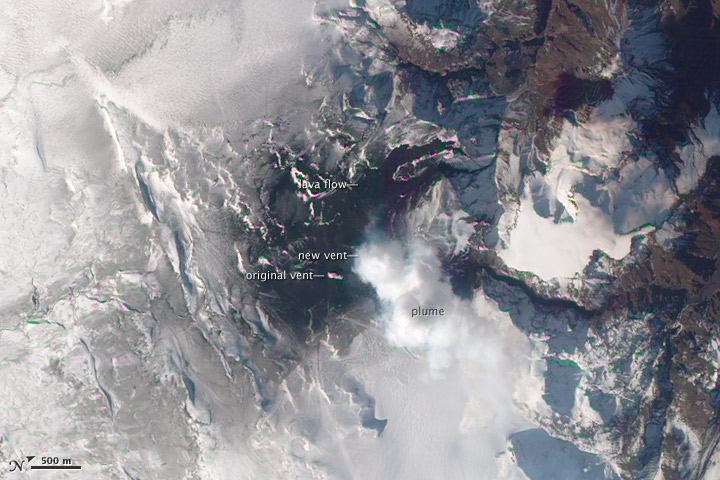
Satellitenaufnahme der Eruption am 4. April 2010

Am 31. März 2010 begann sich der Lavastrom zu teilen. Ein Teil strömte von da an in die Schlucht Hvannárgil, die im Westen der Hrunagil liegt.
Am Abend desselben Tages gegen 19 Uhr öffnete sich völlig unerwartet vor den Augen von Wissenschaftlern und Neugierigen eine neue, etwa 300 Meter lange Ausbruchsspalte auf dem Fimmvörðuháls. Die Erdbeben- und Tremormessgeräte hatten keinerlei darauf hinweisende Erschütterungen angezeigt.
Aus beiden Ausbruchsspalten ergoss sich ein Lavastrom in die Schlucht Hvannárgil, während auch weiterhin Lava in die östlich davon gelegene Schlucht Hrunagil floss, so dass man jetzt zwei Lavafälle sehen konnte. Ab und zu kam es zu Dampfexplosionen, wenn die Laven mit Schnee in Berührung kamen.
Am 6. April 2010 wurde ein Erdbeben der Stärke 3,7 unter dem östlichen Eyjafjallajökull gemessen. Das Hypozentrum lag genau an dem Ort, an dem Wissenschaftler eine unterirdische Biegung im Ausbruchskanal vermuten.
Am 7. April 2010 versiegte die Eruption in der älteren Ausbruchsspalte. Dagegen hielt der Lavaausstoß in den anderen Kratern weiter an.

#### Anzeichen abklingender Eruption am Fimmvörðuháls ab 12. April 2010
Am 12. April 2010 wurde nochmals ein etwas stärkeres Erdbeben der Stärke 3,2 am Eyjafjallajökull gemessen.
Der am selben Tag sehr stark zurückgegangene Tremor wurde als Anzeichen dafür gedeutet, dass sich die Eruption bzw. die Eruptionsphase dem Ende näherte.
Auch die Tatsache, dass GPS-Geräte unter anderem in Básar am 9. und 10. April 2010 eine Verschiebung von 2–3 Zentimeter an einem Tag nach Süden und gleichzeitig nach unten anzeigten, wies auf ein Nachlassen der Spannung der Erdkruste und damit des Eruptionsdrucks hin.

### Die Eruption an der Gipfelcaldera: 14. April bis 9. Juli 2010

Ausbruch unter einem Gletscher: 1 Wasserdampfwolke; 2 übergletscherter See; 3 Gletschereis; 4 Lava- und Aschelagen; 5 Geologische Schichten; 6 Kissenlava; 7 Vulkanschlot; 8 Magmakammer; 9 Ausbruchsschlot

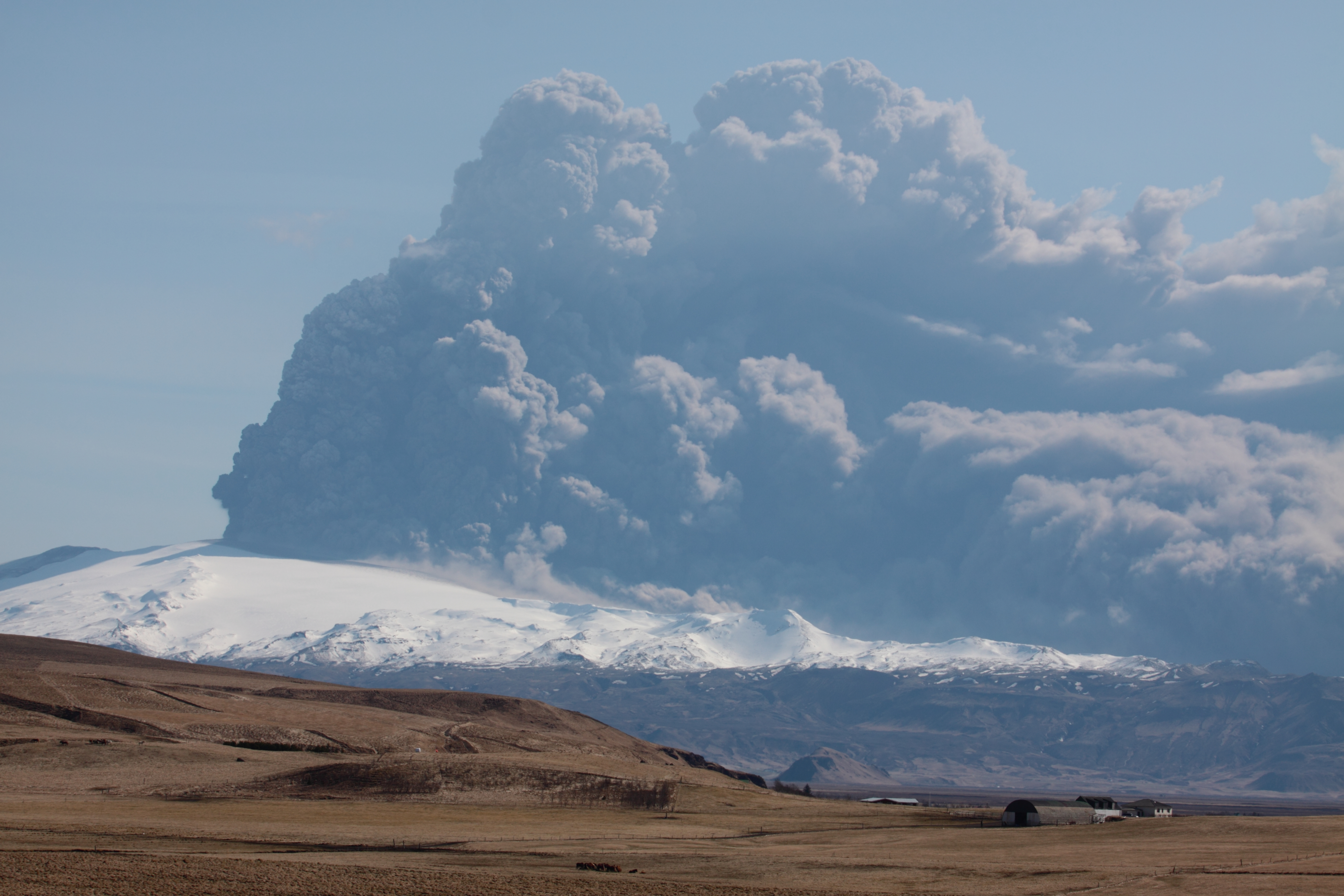
Ausbruch des Eyjafjallajökull, 18. April 2010

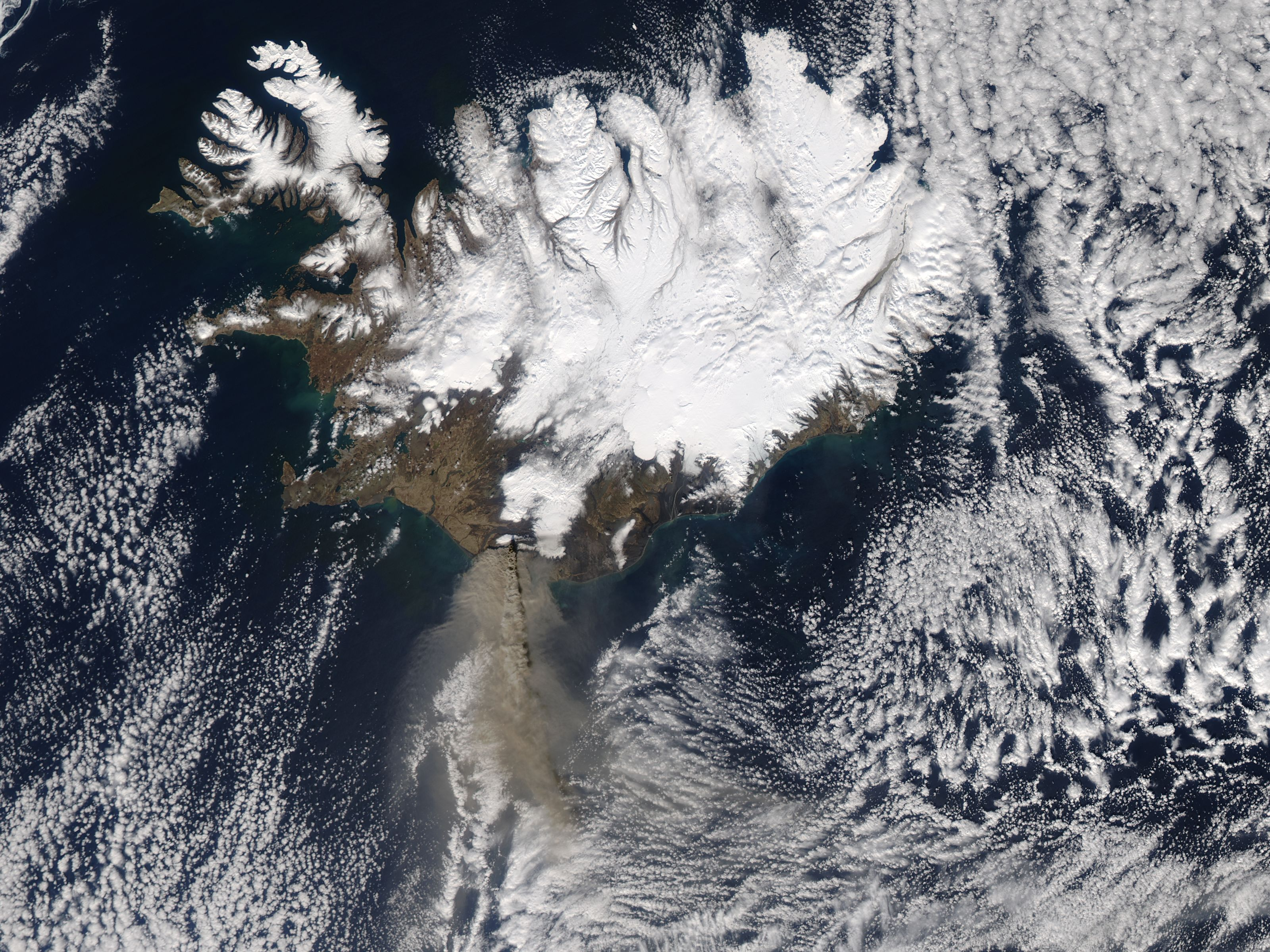
Satellitenbild der Aschewolke vor der Isländischen Küste am 17. April 2010

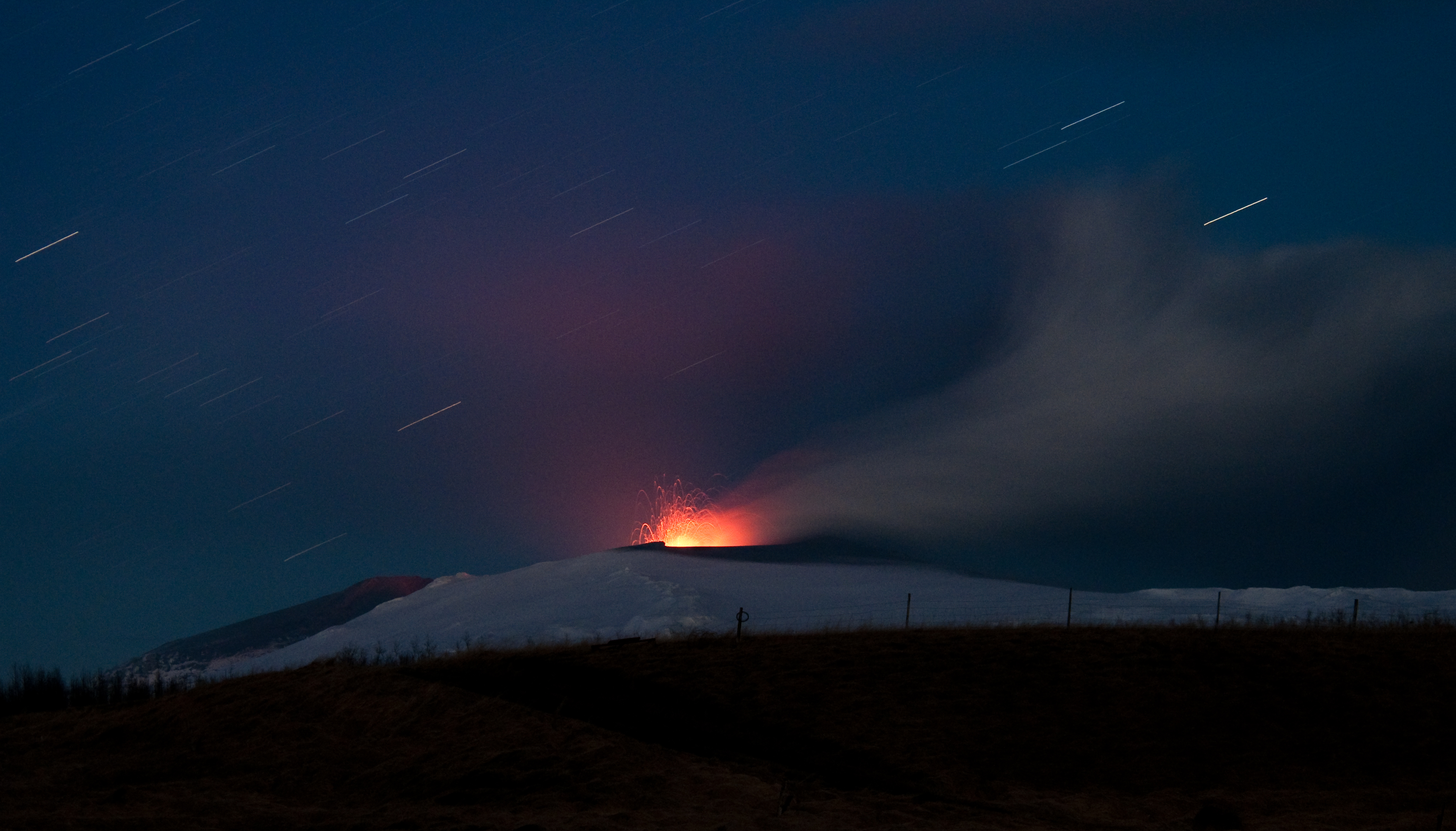
Eyjafjallajökull, 20. April 2010, gesehen von Fljótshlíð

Ausbruch eines (Strato-)Vulkans: 1 Magmakammer; 2 Grundgestein; 3 Hauptschlot; 4. Boden; 5 Lagergang; 6 Intrusion; 7 Aschenablagerungen; 8 Flanke; 9. Lavaablagerungen; 10 Eruptionsschacht; 11 Nebenkrater; 12 Lavastrom; 13 Nebenschlot; 14 (Haupt-)Krater; 15 Aschenwolke

Ein sehr viel stärkerer, größtenteils explosiver Ausbruch begann am 14. April im südlichen Teil der mit Eis gefüllten Gipfelcaldera unterhalb des höchsten Gipfels des Eyjafjallajökull.

#### Erste Eruptionsphase: 13. bis 17. April 2010
In der Nacht vom 13. auf den 14. April 2010 wurde ein Erdbeben der Stärke 2,5 im südlichen Eyjafjallajökull gemessen. Die Erdbebenmessgeräte zeigten nach einem Erdbebenschwarm auch ein starkes Anwachsen des niedrigfrequenten Tremors gegen 1 Uhr nachts an, was bedeutet, dass zu dieser Zeit das Magma die Erdoberfläche erreicht hatte.
Am Morgen des 14. April 2010 brach direkt in der Gipfelcaldera des Vulkans eine etwa zwei Kilometer lange Spalte auf. Aus fünf Kratern traten große Mengen Lava aus. Über dem Gletscher stiegen mehrere tausend Meter hohe Dampf- und Aschewolken auf. Das Gebiet wurde erneut evakuiert.
Kleinere Gletscherläufe verursachten ein starkes Ansteigen des Wasserstands des Flusses Markarfljót. Der Wasserstand erreichte gegen Mittag seinen Höhepunkt, bei dem der Strom bis zu einer Breite von bis zu drei Kilometer anschwoll. Das Wasser strömte vorwiegend auf der nördlichen Seite des Eyjafjallajökull aus dem Talgletscher Gígjökull durch den Gletschersee Lónið im Tal der Þórsmörk in den Fluss Krossá und von dort in den Markarfljót. Der Gletschersee ist nach der ersten Flutung verschwunden. Auch südlich des Gletschers trat in der Nähe des Hofes Þorvaldseyri ein größerer Strom unter dem Gletscher hervor. Die auf einem Damm verlaufende Ringstraße Nr. 1 wurde in der Nähe des Wasserfalls Seljalandsfoss und in der Nähe der großen Markarfljótbrücke stellenweise zur Entlastung der Brücke eingerissen.
Es handelte sich um eine phreatomagmatische Eruption: Wenn das aufsteigende Magma im Krater mit Wasser in unterschiedlichster Form, etwa als Gletschereis, in Berührung kommt, wird es sehr schnell abgekühlt und dabei in kleinste Partikel zerrissen, die eine Aschenwolke bilden.
Die Aschenwolke stieg mehrfach an diesem Tag rund vier Kilometer in die Höhe, wurde danach aber wieder niedriger. Asche fiel auf die Gebiete im Süden und Osten des Vulkans, die vorsorglich evakuiert worden waren.
Analysen der Universität Island vom 18. April 2010 zeigen, dass die Aschenschicht in der unmittelbaren Umgebung des Vulkans auf einem ca. 10 km breiten Streifen in bewohntem Gebiet südlich des Berges an der Küste nach den ersten 4 Ausbruchstagen 0,5–5,5 cm Dicke erreichte. Medienberichte vom 18. April zeigten, wie direkt südlich und östlich des Vulkans selbst die Vulkanasche den Tag zur Nacht machte. Die Asche bedeckte dort Straßen und Fahrzeuge zentimeterdick.
Am 15. April zeigten die Erdbebenmessgeräte abwechselndes Anwachsen und Abschwellen des Tremors an. Dieses Muster sah man auch bei Ausbrüchen der Grímsvötn und es weist auf ein bestimmtes Zusammenspiel von Magma und Wasser hin.
Eine weitere rund zwei Meter hohe Flutwelle schoss gegen 20.00 Uhr den Markarfljót hinunter. Der Wasserstand blieb bis 21.30 Uhr auf dieser Höhe.
Beim Überfliegen des Gipfels konnte man die neuen Krater innerhalb des Gipfelkraters auf Radargeräten ausmachen.
Unmittelbar über dem Krater konnte man in der Aschenwolke mehrfach Blitze sehen. Die Aschenwolke legte sich in den ersten Tagen in Richtung Osten und reichte am 16. April bis nach Polen. Sie erreichte mehrfach eine Höhe von 8.000 m, bewegte sich aber meist in Höhen um 5.000 m. Dabei behinderte sie den Flugverkehr in ganz Europa beträchtlich, zumal sie zum größten Teil aus sehr kleinen Partikeln bestand.
Schon ab dem 16. April konnte man anhand von GPS-Geräten sehen, dass der Druck im Vulkaninneren nachgelassen hatte.
Am 17. April erreichte die Eruptionssäule immerhin noch eine Höhe von 8 km.

#### Zweite Eruptionsphase: 18. April bis 30. April 2010
Ab dem 18. April produzierte der Vulkan weiterhin mehr oder weniger regelmäßig Asche, aber mit deutlich geringerer Ausschubmenge. Die Eruptionssäule verschwand immer wieder aus dem Radarbereich, was bedeutet, dass sie niedriger als 3000 m war.
Innerhalb der nächsten Tage lag die Höhe der Eruptionssäule bei etwa zwischen 3000 und 5000 m. Am 29. April 2010 kam ein Spezialflugzeug des DLR (Deutsches Zentrum für Luft- und Raumfahrt) nach Island, um bei der Analyse der Aschenwolke und des Feinstaubs behilflich zu sein.
Vermutlich ab dem 19. April begann Lava unterhalb der Eisschicht aus einem Krater im Südwesten der kleinen Gipfelcaldera zu strömen. Dies löste kleine Gletscherläufe aus dem Gígjökull aus, der Höchststand mit 250 m³/s an der Brücke über den Markarfljót. Die Durchschnittswassermenge war auch entsprechend erhöht und lag am 28. und 29. April 2010 bei 130–150 m³/s. Die Flüsse Steinholtsá und Krossá zeigten seit dem 28. April erhöhte elektrische Leitfähigkeit. Am 30. April hatte sich innerhalb der Caldera ein neuer Krater aufgebaut, von dem aus Lava nach Norden floss.
Explosionsgeräusche aus dem Krater hörte man bis in weite Entfernung. Die Explosionen sind auf das Aufsteigen zähflüssigen Magmas zurückzuführen.
Der vulkanische Tremor auf den Erdbebenmessgeräten blieb in den folgenden Tagen in etwa gleichmäßig mit leicht ansteigender Tendenz.

#### Dritte Eruptionsphase: ab 1. Mai 2010

##### 1. bis 10. Mai 2010: Gemischte Eruption
Ab 1. Mai 2010 nahm die Aktivität wieder zu, die Eruptionssäule erreichte abermals bis zu 5,5 km Höhe und wurde durch den sich drehenden Wind in Richtung Südosten getrieben.
Die Tremormessgeräte zeigten ab dem 1. Mai 2010 eine deutlich ansteigende Kurve (bis zum 4. Mai).
Es handelte sich nun um eine gemischte Eruption, die sowohl explosiv war mit Produktion von Asche als auch effusiv mit Produktion von Laven, die unter dem Talgletscher Gígjökull zu strömen begannen und ihn von unten her auftauten. Am 2. Mai waren diese Laven bis in 3 km Entfernung vom Hauptkrater zu verfolgen. Weiße Dampfwolken über dem Seitengletscher zeigten dies an. Die Lavaproduktion wurde auf ca. 20 m³/s (d. h. 50 t/s) geschätzt, die Aschenproduktion am 2. Mai auf ca. 10-20 t/s.
Die Aschenwolke reichte am 3. Mai in Höhen von ca. 5.500 m, am 4. Mai bis in 6.000 m. Asche fiel am 4. Mai in Álftaver und Meðalland, d. h. auf dem Mýrdalssandur östlich der Katla. Weiterhin sah man dunkle Wolken über dem Hauptkrater und andererseits helle Wasserdampfwolken über dem Gígjökull.
Am Talgletscher Gígjökull wurden Explosionsgeräusche vernommen und giftige Entgasungen festgestellt.
Schmelzwasser trat in regelmäßigen Abständen in größerer Menge aus dem Gígjökull aus – die Temperatur desselben war so hoch, dass der Fluss Markarfljót am 3. Mai morgens um 6 Uhr kurzfristig auf 17 °C hochgeheizt wurde, später fiel die Temperatur wieder auf 4 °C ab, was normal für die Jahreszeit ist.
Ein Schlackenkegel bildete sich innerhalb der Gipfelcaldera. Er maß 280 × 150 m am 4. Mai und schleuderte Schlacke einige hundert Meter hoch in die Luft.
Am 2. Mai wurde eine Deflation des Vulkans anhand von GPS-Messungen festgestellt. Hingegen bewegten sich die GPS-Geräte am 4. und 5. Mai wieder vom Vulkan weg – eine Inflation, die auf eine erneute Magmaintrusion schließen lässt.
Am 5. Mai stellte man eine Erdbebenserie mit Epizentren in unterschiedlichen Tiefen fest. Die Erdbeben deuten auch die Lage einer Magmakammer in etwa 3-5 km Tiefe an.
Am 10. Mai 2010 schlossen die mit der Analyse beschäftigten Wissenschaftler anhand der Lage der Hypozentren von Erdbeben, dass Magma direkt aus dem Erdmantel aufstieg. Gleichzeitig stellte man eine leichte Zunahme der Ausbruchsintensität fest.

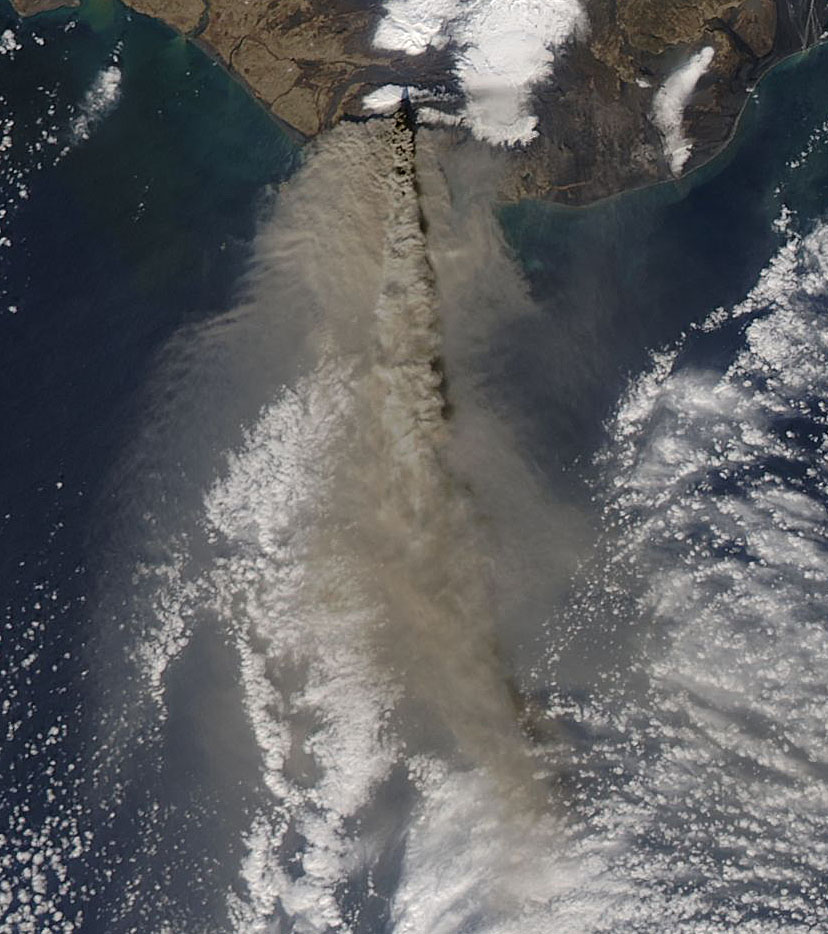
Eruptionssäule des Eyjafjallajökull, Satellitenaufnahme

Auch an den nächsten Tagen (11.–14. Mai 2010) gab es keinerlei Hinweise auf ein Ende des Ausbruchs, der in unverminderter Stärke anhielt.

##### 14. bis 18. Mai: Stärkere explosive Aktivität
Vielmehr verstärkte sich in der Folge einer Erdbebenserie, die am 14. Mai gegen Mitternacht begann und bis 3 Uhr morgens am 15. Mai anhielt (über 30 Beben), der Ausbruch wieder. Die Eruptionssäule erreichte manchmal eine Höhe von 8.000 m, dabei wurden (vom britischen Wetteramt in London) über 20 Blitze in ihr festgestellt. Im Süden kam es am Fuß des Vulkans zu Aschenfall und -verwehungen. Die Entwicklung hielt bis einschließlich 16. Mai so an. Produzierte Lava- und Aschenmengen wurden auf 150–200 t/s geschätzt, bei stärkerer Aktivität auf bis zu 400 t/s. Auch am 17. Mai setzte sich der explosive Ausbruch mit unverminderter Stärke, ja sogar etwas zunehmend und mit einer Eruptionssäule von ca. 9.000 m Höhe fort.
Diesmal wurde zudem ein Dröhnen in Hafnarfjörður vernommen, das heißt in über 100 km Entfernung vom Ausbruchsort. Am 18. Mai wehten starke Winde, so dass einerseits die Eruptionssäule eine geringere Höhe von 7.000 m erreichte, andererseits aber die Asche unter anderem nach Reykjavík verteilt wurde. Auch im ca. 300 km nordöstlich gelegenen Vopnafjörður stellte man Aschenfall fest.

##### 19. Mai bis 9. Juli 2010: Nachlassen der Eruption
Am 19. und 20. Mai ließ die Eruption schließlich stark nach und reduzierte sich auf eine Produktion von 50 t/s. Gleichzeitig verringerte sich die Höhe der Eruptionssäule.
An den folgenden beiden Tagen reduzierte sich die Eruptionsmenge rapide bis auf ca. 5 t/s. Die Eruptionssäule erreichte nur noch 1.500 m Höhe. Am 22. Mai 2010 kam es noch zu Explosionen im Krater, aber an sich war die Aktivität wie am Vortag gering, außerdem zeigten die GPS-Geräte ein deutliches Einsinken des Berges zur Mitte hin.
Ab dem 23. Mai 2010 lag die Eruption darnieder. Nur ab und an entdeckte man noch kleinere Dampfexplosionen und die dazugehörigen Wolken. Am 25. Mai fiel die Gasmenge auf, die sich um den Hauptkrater ansammelte, die bläuliche Farbe ließ ebenso wie der Geruch, den die den Krater überfliegenden Wissenschaftler feststellten, auf hohen Schwefeldioxidgehalt schließen.
Am 24. Mai wurde der Vulkan von den Wissenschaftlern der Universität von Island als „untätig“ eingestuft. Gleichzeitig erklärten sie jedoch, dass noch unklar sei, ob er wirklich längerfristig zur Ruhe gekommen sei, da der letzte Ausbruch des Eyjafjallajökull mit Unterbrechungen dreizehn Monate gedauert hatte.
An den ersten Junitagen erreichte die Dampfsäule noch eine Höhe von 2–2,5 km. Starke Winde verteilten die Asche über Süden und Westen des Landes.
Schließlich nahm die Aktivität des Vulkans am 7. Juni 2010 wieder etwas zu. Explosionen produzierten wieder mehr Asche, die Eruptionssäule stieg bis auf 6.000 m an. Bis zum 10. Juni beruhigte sich die Lage jedoch wieder, die aufsteigende Dampfsäule war wieder weiß.
Ab dem 11. Juni begann sich der Hauptkrater mit Tauwasser des Gletschers zu füllen. Man befürchtete zunächst einen Gletscherlauf, allerdings zerschlugen sich diese Befürchtungen angesichts des sehr langsamen Ansteigens der Wasserhöhe im Krater.
Bis zum 26. Juni hatte sich die Lage so weit beruhigt, dass die beteiligten Institutionen, das heißt das Isländische Wetteramt sowie das Vulkanologische Institut der Universität von Island, beschlossen, ihre täglichen Verlautbarungen einzustellen. Nur noch vereinzelt kam es zu Dampfexplosionen und den dazugehörigen Dampfwolken, auch die GPS-Geräte zeigten größtenteils ein weiteres Einsinken des Berges zur Mitte zu an. Die seismologischen Messungen stimmten mit diesen Anzeichen überein, das heißt, die Tremoraktivität entsprach weitgehend der vor dem Ausbruch.
Der bisher letzte Bericht stammt vom 9. Juli 2010, als man eine 9.000 m hohe Dampfsäule über dem Berg entdeckte. Sie war schon in der Nacht zuvor gesehen worden – in Island ist dies die Zeit der Mitternachtssonne. Die Wolke bestand jedoch nur aus Wasserdampf, und man stellte keine weiteren Begleiterscheinungen fest.
Angesichts des bekannten Ausbruchsverhaltens des Eyjafjallajökull wollten die beteiligten Wissenschaftler den Ausbruch aber noch nicht endgültig für beendet erklären.
Am 9. Dezember 2010 wurde der Status des Vulkans auf die niedrigste Alarmstufe hinuntergesetzt („unsicher“ /„uncertain“).

#### Eruptivgestein: Zusammensetzung und ungefähre Mengen

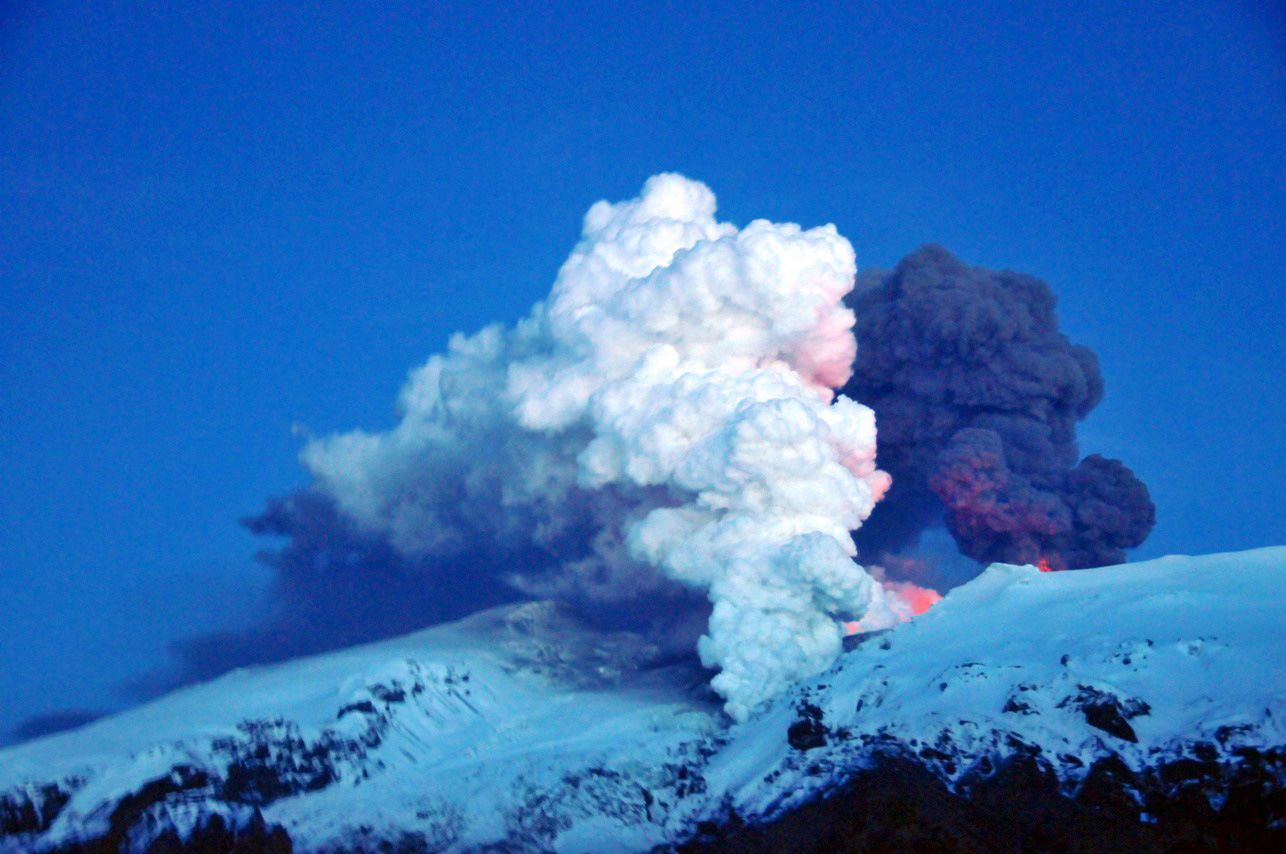
Am Gígjökull, 1. Mai 2010

Die eruptierten Materialien entpuppten sich bei der chemischen Analyse als intermediäres Gestein (58 % Si), genauer gesagt Trachyandesit mit relativ hohem Fluoranteil.
Nach den ersten drei Eruptionstagen wurde die ungefähre Menge eruptierten Materials folgendermaßen angegeben: ca. 30 Mill. m³ im Gipfelkrater niedergeschlagen; ca. 10 Mill. m³ haben den Gletschersee Lónið verschwinden lassen und aufgefüllt; als Aschenwolke etwa 100 Mill. m³, insgesamt 140 Mill. m³. Dies entspricht etwa 70–80 Mill. m³ an Magma. Es handelte sich hierbei um die 10–20fache Menge an Eruptivgesteinen, verglichen mit dem ersten Ausbruch am Fimmvörðuháls.
Ab dem 21. April 2010 war die Produktion an Eruptivmaterial stark zurückgegangen und wurde vom Geologischen Institut der Universität Island auf weniger als 30 m³/s Magma, oder 75 t/s, geschätzt. Außerdem wurde geringere explosive Aktivität festgestellt.
Als Gesamtmenge des Eruptivgesteins wurde > 1,4 · 108 m³ an Tephra und > 1,4 · 107 m³ an Lava angegeben. Damit erreichte der Ausbruch eine Stärke von 4 auf dem Vulkanexplosivitätsindex, wobei nicht zwischen den Ausbrüchen am Fimmvörðuháls und denen am Hauptkrater des Eyjafjallajökull unterschieden wurde.

#### Erste Ursachenanalysen zu den beiden Ausbrüchen vom März und ab April 2010

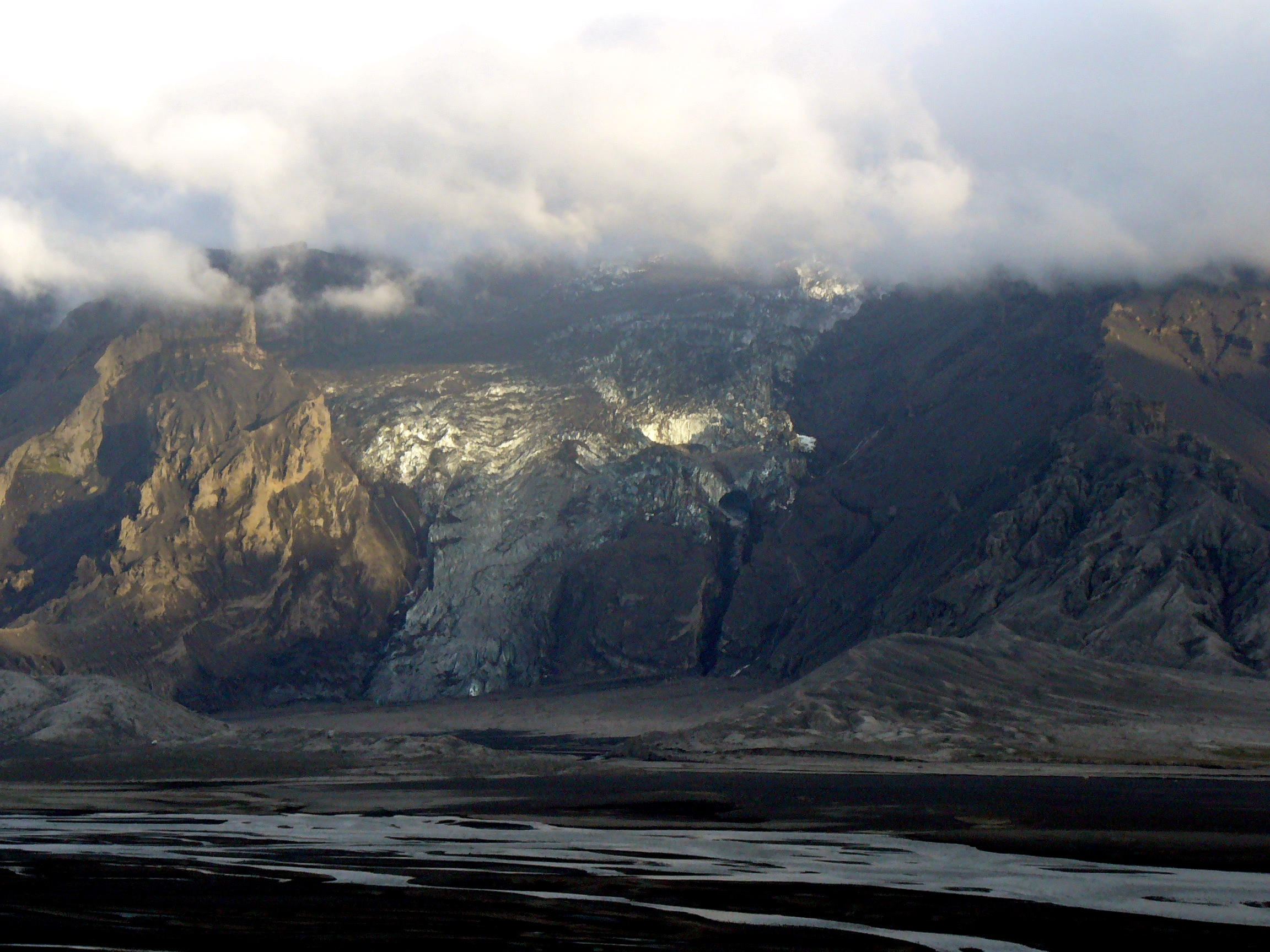
Gígjökull nach den Ausbrüchen, Juni 2010

Gemäß einem Interview von MSN mit dem isländischen Vulkanologen Freysteinn Sigmundsson ist die Explosivität des Ausbruchs aus den Gipfelkratern des Eyjafjallajökull vor allem dem Zusammentreffen verschiedener Magmatypen aus unterschiedlichen Quellen zu verdanken. Der Hypothese zur Vermischung von Magmen unterschiedlicher Herkunft und Zusammensetzung schließt auch eine Forschergruppe um den leitenden Geophysiker Magnús Tumi Guðmundsson an.
Da schon während der letzten 20 Jahre immer wieder Unruheperioden im Vulkan zu beobachten waren, hatten die zuständigen Wissenschaftler die Entwicklung während dieser Zeit aufmerksam begleitet.
Als der Vulkan schließlich ausbrach, stellten die Wissenschaftler fest, dass im Gegensatz zur landläufigen Vorstellung einer zentralen Magmakammer das Magma hier offensichtlich aus 2 oder mehr unterschiedlichen Quellen zusammenströmte, was evtl. typisch sein könnte für Vulkane mit geringerer Aktivität an Randzonen. In erster Linie war es die Interaktion der verschiedenen Magmatypen bei ihrem Zusammentreffen, die die Explosivität des Ausbruchs bewirkte, laut Freysteinn Sigmundsson. Die Hauptkomponenten dabei waren gemäß petrochemischer Analysen einerseits ein basisches Magma vom Basalt-Typ und andererseits ein silikatreiches Trachyandesit-Magma.
Die Herkunft aus unterschiedlichen kleineren Magmakammern und -quellen ergab sich auch aus Inflation und Deflation (dem An- und Abschwellen) des Vulkans an unterschiedlichen Stellen. So hatte sich die Magmakammer, an der man ein Aufblähen festgestellt hatte, nach dem Ausbruch der ersten Tage nicht geleert, sondern offensichtlich stammte das Magma aus einer anderen Quelle. Nicht nur geodätische Messungen, auch die Lage der Epizentren der beteiligten Erdbeben wiesen hierauf hin.
Sehr wichtig ist nach Meinung des Vulkanologen eine möglichst genaue örtliche Festlegung solcher Magmaquellen, der Bauweise und Verknüpfung von Magmakanälen, da sie wichtige Informationen über die Rolle von Intrusionen in der Anbahnungsphase eines Vulkanausbruchs geben. Diesbezügliche Forschungsergebnisse könnten in Zukunft auch auf andere Vulkane etwa am Pazifischen Feuerring übertragen werden und Hilfestellung bei der Vorhersage von Ausbrüchen weniger aktiver Vulkane leisten.
Weitere empirische Ergebnisse bestätigen diese Analysen und verweisen auf einen Aufbau von Magmaintrusionen über ca. 20 Jahre hinweg, wobei sich Magma in kleineren Kammern ablagerte, die den Vulkan deformierten (Inflation, d. h. Aufblähen), was schließlich zur ersten effusiven Eruption führte. Da aber danach keine nennenswerte Deflation (d. h. Einsinken, Rückbildung) erfolgte, gehen die Wissenschaftler davon aus, dass danach Magma aus großen Tiefen aufstieg und seinerseits zur explosiven Eruption am Gipfelkrater führte. Die v. a. mit Radar und GPS nachgewiesene Inflation des Vulkans besteht weiterhin, was auch auf weitere mögliche Ausbrüche verweisen könnte.

## Weiterreichende Folgen des Ausbruchs

### Ausbreitung der Aschewolke
Durch die im Zeitraum des Ausbruchs vorherrschenden nordwestlichen Großwetterlagen zog im Besonderen die Aschewolke der ersten, aber auch der zweiten Eruptionen über die Nordsee und Nordwesteuropa, wo das nördlichere Zentraleuropa am stärksten überzogen wurde. Von dort dehnten sie sich ostwärts bis weit nach Zentralrussland, bis 17. April auch über den Alpenraum hinaus süd- und ostwärts aus, wo vorher ein Mittelmeertief die Nordwestströmung abgehalten hatte.

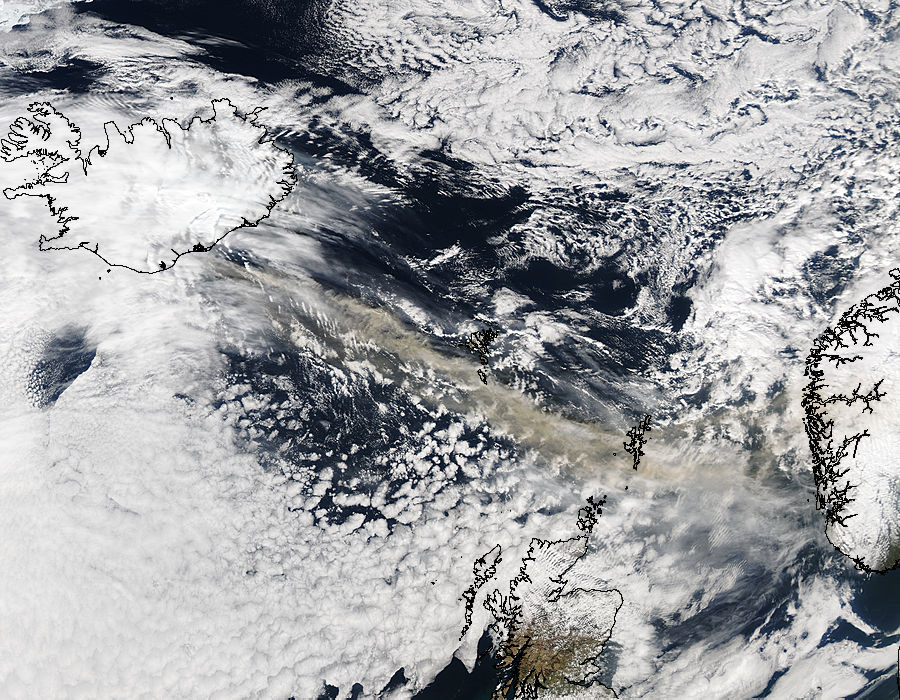
15. April 2010: Aschewolke der 2. Eruptionsphase über dem südl. Europäischen Nordmeer (NASA)
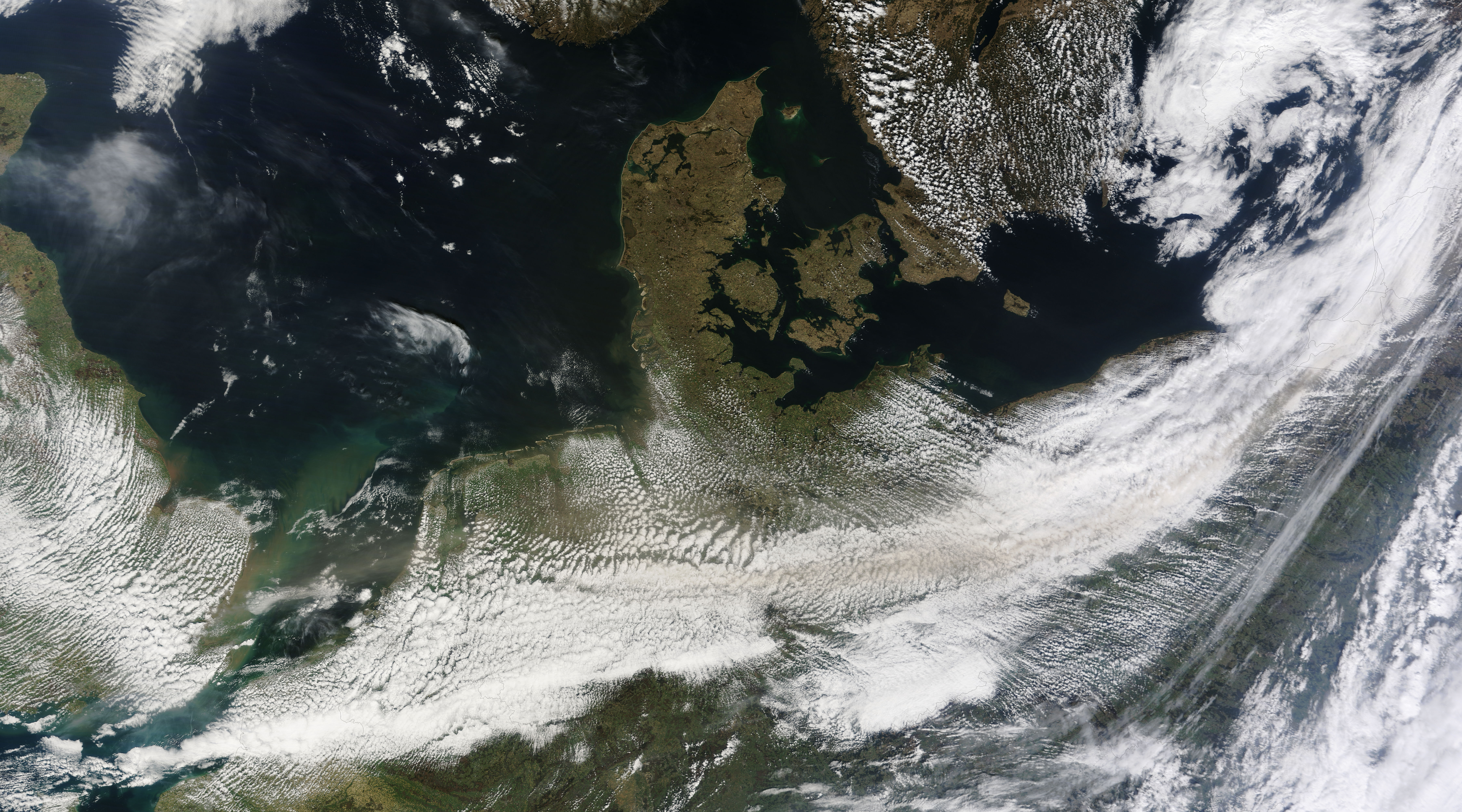
16. April 2010; Aschewolken, gemischt mit normalen Wolken über Norddeutschland
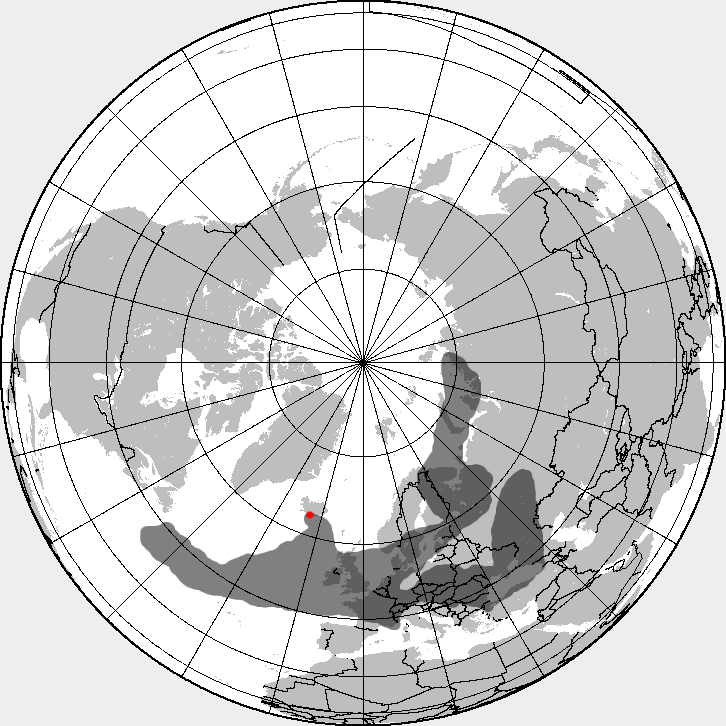
18. April 18:00 UTC; Vordringen in den Mittelmeerraum
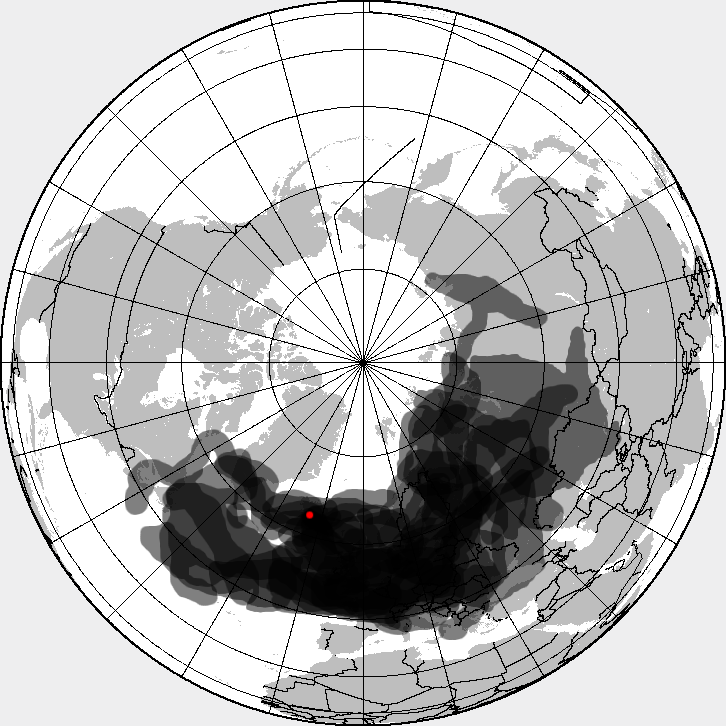
Aschewolke 14–25. April, kumuliert: Ausbreitung Westatlantik, Zentralasien, Zentralsibirien

### Messungen
Von verschiedenen Instituten wurden vom Boden aus LIDAR-Messungen durchgeführt. In Kühlungsborn lag die weniger als einen Kilometer dicke Wolke in 9 Kilometern Höhe.
In Zürich wurde zwischen 16. und 17. innerhalb von 14 Stunden ein Absinken einer wenige hundert Meter dicken Wolkenschicht von knapp 6 km auf unter 3 km gemessen.
Messungen in Leipzig zeigten für den 18. April die Ascheschicht in Höhen zwischen 1 und 4 km. Spuren der Asche reichten bis in 13 km Höhe und haben dort zusätzlich Cirrusbewölkung beeinflusst.
Feinstaub-Messungen ergaben zum Montag, dem 19. April, achtfach erhöhte Konzentrationen auf der Zugspitze (2962 m), am Sonnblick-Observatorium (3106 m) wurden bis zum 21. April Staubpartikelkonzentrationen vom bis zu Tausendfachen des Normalwerts gemessen – Werte, die in dieser Höhenlage sonst nur bei Saharastaub-Ereignissen auftreten. Auf der Messstation Schauinsland bei Freiburg wurden ebenfalls erhöhte Werte registriert; hier wurden auch gleichzeitig erhöhte Schwefeldioxidwerte gemessen.

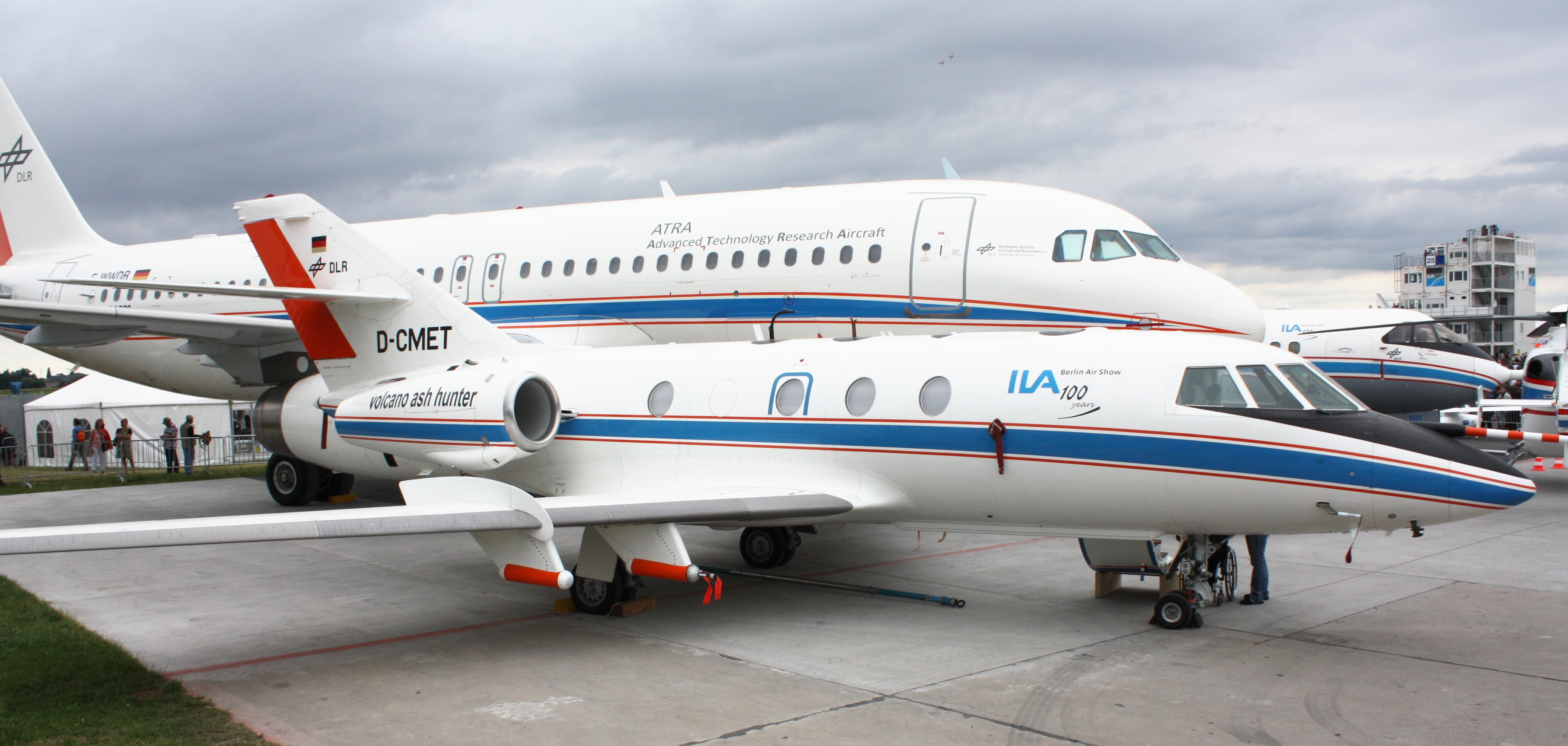
Das Forschungsflugzeug D-CMET auf der ILA 2010

Das Deutsche Zentrum für Luft- und Raumfahrt führte am 19. April einen Messflug mit dem mit LIDAR und Partikelanalysator umgerüsteten Atmosphärenforschungsflugzeug D-CMET vom Typ Dassault Falcon 20 E durch, auf dem beim Durchflug der Wolke Aschekonzentrationen um 60 Mikrogramm pro Kubikmeter gemessen wurden.
Am 17. April wurden etwa in Wien in Bodennähe „ungewöhnlich geringe Sichtweiten“ festgestellt, ein Zusammenhang mit dem Fallout der Vulkanasche war aber noch nicht klar.
Mitteilungen des deutschen Umweltbundesamtes zufolge ging der Anstieg der bodennahen Feinstäube „mit großer Wahrscheinlichkeit“ auf die Aschewolke des Eyjafjallajökull zurück.

### Beeinträchtigungen des Flugverkehrs in Europa

Flughäfen ab 15. April 2010 komplett geschlossen
Flughäfen ab 15. April 2010 teilweise geschlossen
Flughäfen ab 16. April 2010 teilweise oder komplett geschlossen
Flughäfen teilweise am 17. April 2010 geschlossen

Ab dem 15. April kam es aufgrund von Beschlüssen der Luftfahrtüberwachungsbehörden, einen Großteil des europäischen Flugverkehrs nach Instrumentenflugregeln einzustellen, zu massiven Behinderungen im europäischen und interkontinentalen Flugverkehr. Die Gefahr für den Flugverkehr geht nicht nur von der Erblindung der Cockpitscheiben, sondern vor allem von der Beeinträchtigung der Düsentriebwerke und anderer Flugzeugteile durch Aschepartikel aus. Die Vulkanasche wirkt wie ein Sandstrahlgebläse auf die Außenhülle und die Fenster des Flugzeugs. Die Triebwerke können Schaden nehmen, weil sie die Asche ansaugen, diese im Inneren durch die große Hitze wieder flüssig wird und die Einzelteile und Leitungen verklebt und so zum Ausfall der Düsentriebwerke führen kann, was zwangsläufig zu gravierenden Flugnotlagen führt. Die finnische Luftwaffe veröffentlichte Bilder von Schäden in einem Flugzeugtriebwerk, das kurz vor der Luftraumsperre noch durch die Aschewolke geflogen war.

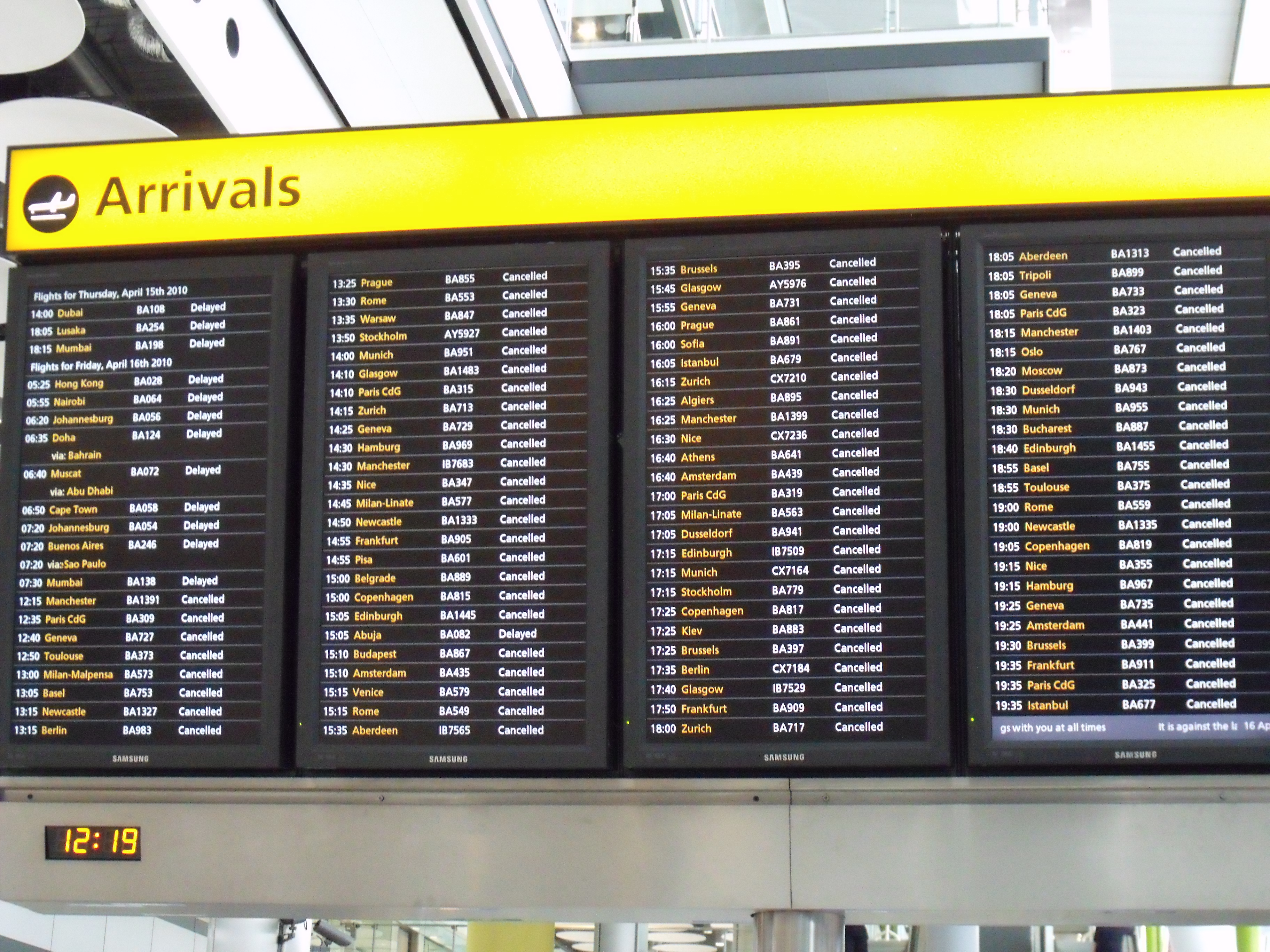
London Heathrow, Ankunftstafel, 16. April 2010

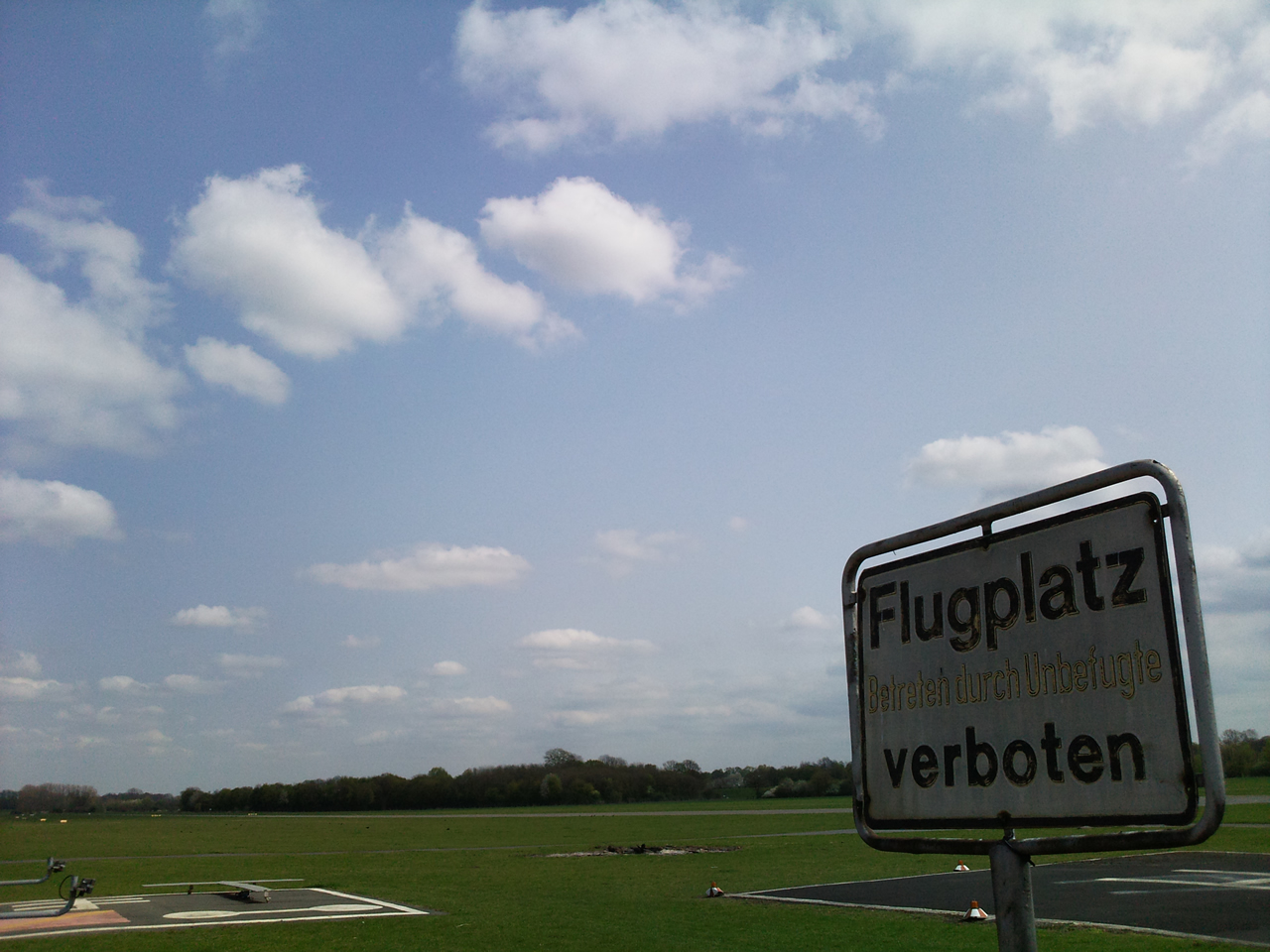
Klarer Himmel, wo sich sonst die Routen dutzender Flugzeuge kreuzen, 19. April 2010

In Europa wurde ab dem 15. April 2010 der Flugverkehr nach Instrumentenflugregeln in weiten Teilen Nord- und Mitteleuropas für mehrere Tage ganz oder teilweise eingestellt. Tausende von Flügen wurden gestrichen oder zu noch nicht geschlossenen Flughäfen umgeleitet. Eurocontrol gab an, dass am 15. April ein Viertel der täglich rund 28.000 Flugverbindungen ausgefallen sei. Es war die größte Störung des Luftfahrtverkehrs seit den Anschlägen vom 11. September 2001.
Dennoch wurden während der Sperrungen von den Fluggesellschaften etliche Flüge durchgeführt. Diese Flüge fanden nach Sichtflugregeln und typischerweise in geringer Höhe statt. Im Gegensatz zum Instrumentenflug liegt die Verantwortung hierbei überwiegend beim Piloten. Zuerst wurden auf diese Weise nur Positionierungsflüge durchgeführt; nachdem diese problemfrei verliefen jedoch auch reguläre Flüge. Piloten und Fluglotsen äußerten massive Bedenken, da bei diesen Flügen in niedriger Höhe ein hohes Risiko von Vogelschlag und Zusammenstößen mit Kleinflugzeugen bestehe. Auch das unter Sichtflugbedingungen notwendige Ausweichen vor Wolken sei gefährlich und nicht immer möglich. Der Sicherheitspilot der Lufthansa bedauerte ausdrücklich, den Sichtflügen zugestimmt zu haben.
Die Sperrungen des Luftraums nach Ausbruch des Eyjafjallajökull waren geprägt von Unwissenheit. Weitgehende Unklarheit herrschte sowohl über die in den Lufträumen tatsächlich vorhandene Konzentration der Asche als auch über die Konzentration, ab welcher mit gefährlichen Auswirkungen auf Flugzeugturbinen zu rechnen ist. Bislang war angenommen worden, dass Aschewolken, die auf Satellitenbildern sichtbar sind, eine Gefahr für Luftfahrzeuge darstellen können.
Im Verlauf der Sperrungen wurden seitens der Fluggesellschaften Vorwürfe an die Flugsicherungsbehörden laut, man habe die Blockierung des Luftraumes für IFR-Flüge bisher nur aufgrund von Computermodellrechnungen über Mitteleuropa angeordnet. So soll nach Bildern von Meteosat-9 der Luftraum über Deutschland am 18. April frei von Verunreinigungen gewesen sein. Die Bewertung von LIDAR-Messungen in Bezug auf die Flugsicherheit ist schwierig, da einerseits die Messungen keine Teilchenkonzentration liefern und andererseits von den Flugzeugherstellern keine Grenzwerte für silikatbelastete Luft angegeben werden. Die Sperrungen beruhen auf Berechnungen des Volcanic Ash Advisory Center VAAC der ICAO in London zur Ausbreitung der Vulkanasche in verschiedenen Höhen. Von den Flugsicherungsbehörden und der Politik wurde der absolute Vorrang der Sicherheit im Luftverkehr betont, wirtschaftliche Erwägungen der Verkehrsteilnehmer hätten hier zurückzustehen.
Ab dem 21. April wurde in Mitteleuropa zunehmend wieder normaler Flugbetrieb aufgenommen, in Skandinavien hingegen verschlechterte sich die Lage gebietsweise bis zum 23. April wieder.
Am 3. Mai 2010 wurde der Flugverkehr in Irland erneut gestoppt. In den folgenden Tagen waren auch Spanien und Norditalien von Beeinträchtigungen beziehungsweise Verboten im Flugverkehr betroffen. Am 9. Mai 2010 wurde der Münchner Luftraum aufgrund der hochkonzentrierten Aschewolke gesperrt. Auch der österreichische Luftraum wurde in der Nacht auf den 10. Mai 2010 abermals gesperrt; betroffen waren alle Flughäfen des Landes. Das Ausmaß der Flugstörungen war jedoch weitaus geringer als im April.
Um für zukünftige Ausbrüche klare Regeln zu schaffen, führte die britische Zivilluftfahrtbehörde im Mai 2010 einen Grenzwert für die Aschekonzentration von 2 Mikrogramm pro Kubikmeter ein, ab dem der entsprechende Luftraum nebst einer Pufferzone für den Flugverkehr gesperrt werden muss. Nach diesem Grenzwert hätte es im Zusammenhang mit dem Eyjafjalla-Ausbruch im April weit weniger Flugverbote gegeben.

### Wirtschaftliche Auswirkungen

#### Auswirkungen auf Luftfahrtunternehmen

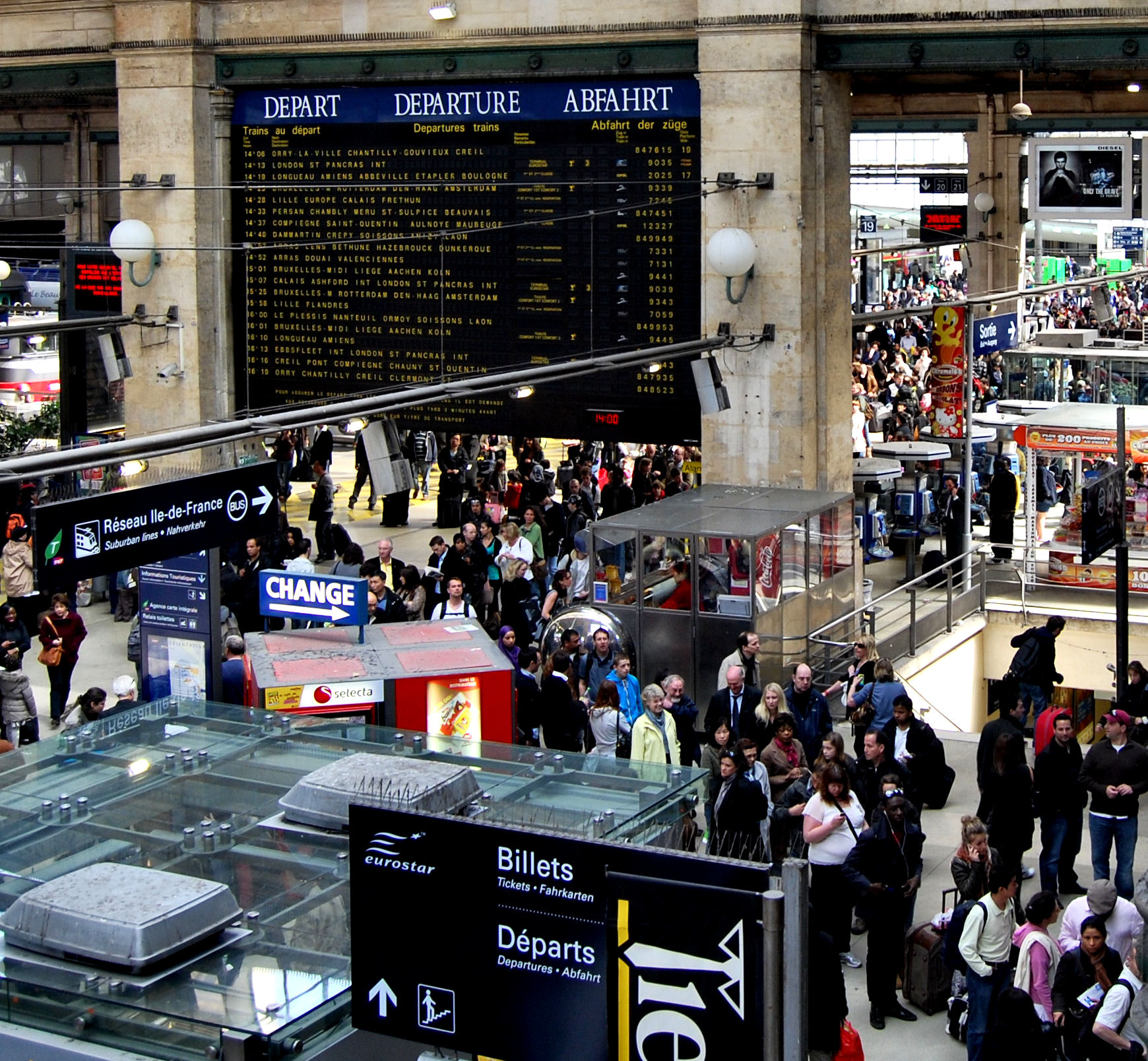
Lange Schlangen im Gare du Nord in Paris

Die finanziellen Folgen durch die Flugsperren für die betroffenen Luftfahrtunternehmen wurden auf etwa 150 Millionen Euro täglich beziffert; diese Unternehmen sind gegen solche Fälle aufgrund ihrer Seltenheit nicht versichert und fürchteten, die Kosten selbst übernehmen zu müssen. Ende April gab die Europäische Kommission seitens EU-Verkehrskommissar Siim Kallas – unter Berufung auf die Branchenverbände – Umsatzausfälle zwischen 1,5 und 2,5 Milliarden Euro an, und summierte 10 Millionen betroffene Personen und 100.000 gestrichene Flüge.
Nach einer Woche der Flugbehinderungen kursierten in der Presse Aussagen über einen bisherigen volkswirtschaftlichen Schaden in „Milliardenhöhe“, ein Betrag, der vonseiten der Wirtschaftsforschung als „unseriös“ bezeichnet wurde: Betriebsausfälle werden erfahrungsgemäß längerfristig wieder aufgeholt, Umsatzrückgänge im Flugverkehr werden in anderen Sektoren des Transportwesens kompensiert: Da in der Folge der Beeinträchtigung viele Passagiere innerhalb Europas auf die Bahn umstiegen, meldeten die Bahnunternehmen einen deutlichen Anstieg der Passagierzahlen – bis hin zur Überlastung der Züge – im internationalen Verkehr. Auch der Schiffsfährdienst am Ärmelkanal und die Autovermieter berichteten von Rekordumsätzen.

#### Auswirkungen auf die isländische Wirtschaft
Am 11. Mai 2010 beliefen sich Schätzungen bzgl. des durch den Ausbruch für die isländische Wirtschaft verursachten Schadens auf ca. 2,5–3,7 Millionen Euro – eine beträchtliche Summe angesichts einer Bevölkerung von nur ca. 320.000 Menschen im ganzen Land (vgl. Island). Besonders hart traf der Ausbruch die Bauern, da das Gebiet rund um den ausbrechenden Vulkan vor allem landwirtschaftlich genutzt wird. Deswegen sind Ausgleichszahlungen aus einem Fond der Bauernverbände und des Staates für besondere Notfälle (Bjargráðasjóð) geplant.
Auch die Tourismusbranche litt unter dem Vulkanausbruch, da viele Touristen frühzeitig ihre Buchungen stornierten, obwohl in der eigentlichen Tourismuszeit der Vulkanausbruch längst vorüber war.
Der isländische Staat hat den am Fluss Svaðbælisá liegenden Hof Önundarhorn zu dem Zweck aufgekauft, den Lauf des Flusses zu begradigen, weil er so viel Schlamm und Asche mit sich führt, dass die Brücke der Ringstraße darunter leidet.

### Abschätzung der Gesundheitsrisiken
Nach Angaben der Weltgesundheitsorganisation und britischer Fachverbände waren Gesundheitsbeeinträchtigungen durch niedergehende Vulkanasche auf dem europäischen Festland und den Britischen Inseln unwahrscheinlich, aber nicht ganz auszuschließen. Die Asche enthielt Spuren gesundheitlich bedenklicher Substanzen wie Fluoride oder Schwefelsäure und konnte auch allergen und allein durch ihren mineralischen Charakter reizend wirken.
Trotz der geringen Wahrscheinlichkeit gesundheitlicher Beeinträchtigungen rieten die Behörden in Großbritannien besonders Asthmatikern, besser zu Hause zu bleiben.
In Island selbst mehren sich im Oktober und November 2010 Hinweise auf eventuelle Gesundheitsschädigungen und allergische Reaktionen auf die Asche, von der immer noch ca. 10-15 Mill. m³ allein auf der Südseite des Eyjafjallajökull vorhanden sind. Dies gilt besonders für die Bewohner der direkt in der Nähe des Vulkans gelegenen Gebiete und da wiederum besonders für die Kinder, deren niedrigerer Wuchs stärkeres Anatmen der winzigen Aschepartikel begünstigt. Eine Langzeitstudie bezüglich möglicher Gesundheitsschädigungen wurde von der isländischen Regierung in Auftrag gegeben. Außerdem wurde im November 2010 überlegt, ob die weitere Bewirtschaftung von einigen besonders nah am Vulkan gelegenen Höfen vor allem am Fluss Svaðbælisá weiterhin ratsam sei.

### Ökologische Auswirkungen

#### Bodenanreicherung
Nach dem Absetzen der Stäube und der Auswaschung sind auch die Pyroklastika des isländischen Vulkans – wie die aller Vulkane – mineralsalzreiche Bodenmineralien.

#### Mögliche Auswirkungen auf das Wachstum von Phytoplankton
Der Ausbruch könnte eventuell auch positive Auswirkungen auf die Umwelt haben.
Eine britische Ozeanographenexpedition befand sich 2010/2011 im Nordmeer und untersuchte u. a. ein eventuell verlängertes Wachstum des Phytoplankton in diesem Teil des Weltmeeres. Phytoplankton wächst normalerweise im Frühjahr und Sommer, bindet dabei Kohlendioxid, stirbt dann ab und nimmt das Kohlendioxid mit zum Meeresgrund. Er benötigt Eisen zum Wachstum. Nach dem Ausbruch hat man einen erhöhten Eisenanteil im Meerwasser festgestellt.

#### Klimarelevanz und Prognosen
Nach dem Verhalten bei früheren Ausbrüchen, etwa dem viele Monate langen Ereignis 1821–23, konnte auch hierbei eine längere Aktivität nicht ausgeschlossen werden. Die erzeugten, bis zu 8000 Meter hohen Eruptionssäulen wurden u. a. durch Dampfexplosionen (phreatomagmatische Explosion) erzeugt, die durch das Zusammentreffen von Wasser und Lava entstehen. In dem Fall hielten allerdings die explosiven Ausbrüche auch nach Abtauen der umgebenden Eisschicht weiter an, was einerseits auf den Gasgehalt des Magmas selbst, der bei andesitischen Magmen wie in dem Fall höher ist, zurückzuführen war, möglicherweise aber auch auf das Zusammentreffen zweier Magmatypen.
Vulkanische Asche fällt relativ schnell wieder aus der Atmosphäre aus und kann sich deshalb bei kleineren Eruptionen nur regional und kurzfristig auf das Wetter auswirken. Beim aktuellen Ausbruch reichen zurzeit weder die Mengen an klimarelevanten vulkanischen Gasen, die z. Z. auf 3000 Tonnen SO2 pro Tag geschätzt werden, noch die Höhe der Eruptionssäule aus, um das Klima größerer Gebiete zu beeinträchtigen – das tritt erst ein, wenn nennenswerten Mengen in die Stratosphäre, über etwa 10 km, gelangen.

#### Triggern von Ausbrüchen benachbarter Vulkane

Zeichnung: Eyjafjallajökull und Katla

Das Ereignis von 1821 hatte – so vermutet man heute – 1823 den Ausbruch der etwa 15 km nordöstlich am Nordende des Mýrdalsjökull gelegenen weitaus größeren Katla mitverursacht, so dass auch beim Ausbruch von 2010 derartige Auswirkungen möglich sind. Man kann anhand der Erdbebenmessungen und des Tremors eine stetige Unruhe z. B. an der Goðabunga, einem am Kraterrand der Katla gelegenen Gipfel feststellen. Andererseits lässt sich bisher weder eine zwingende Abfolge von Ereignissen noch die Stärke eines eventuellen Ausbruchs vorhersagen.

## Anhang: Chronologie der Aschewolken

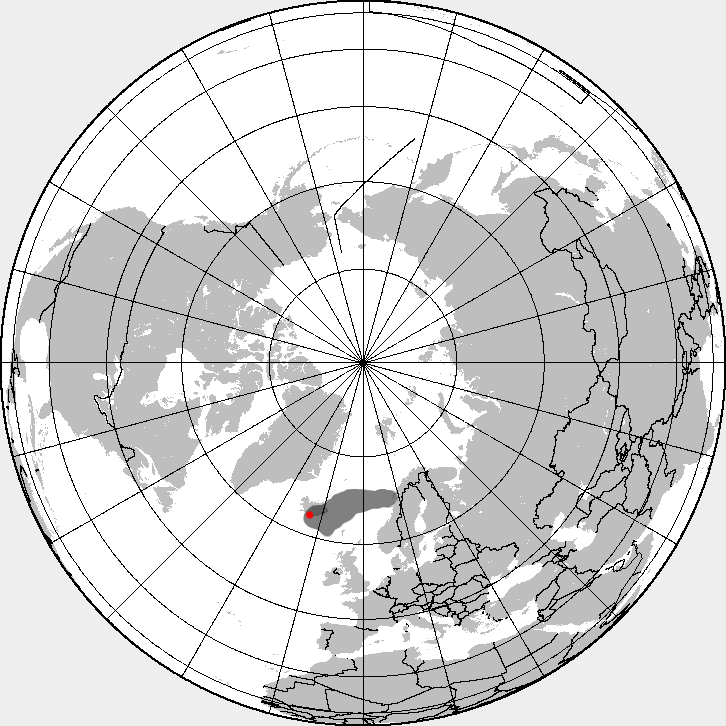
14. April 18:00 UTC
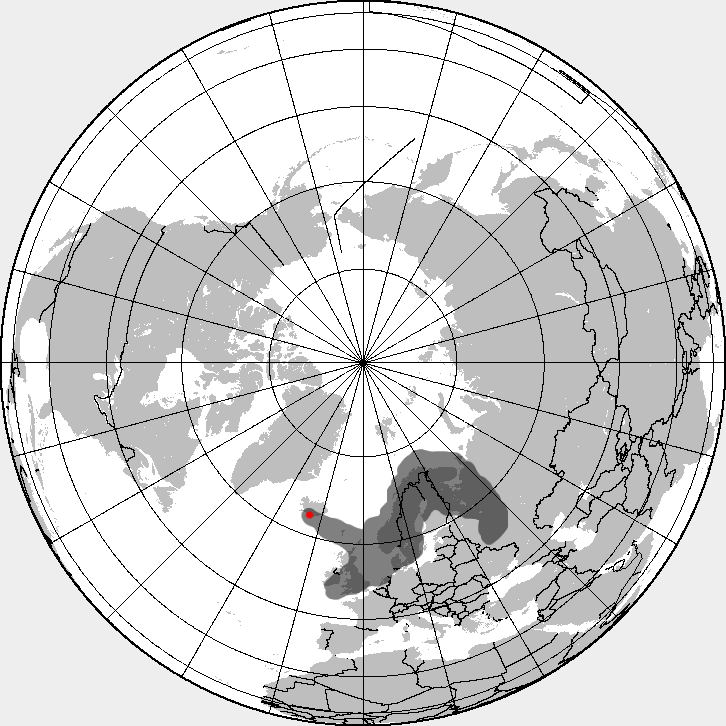
15. April 18:00 UTC
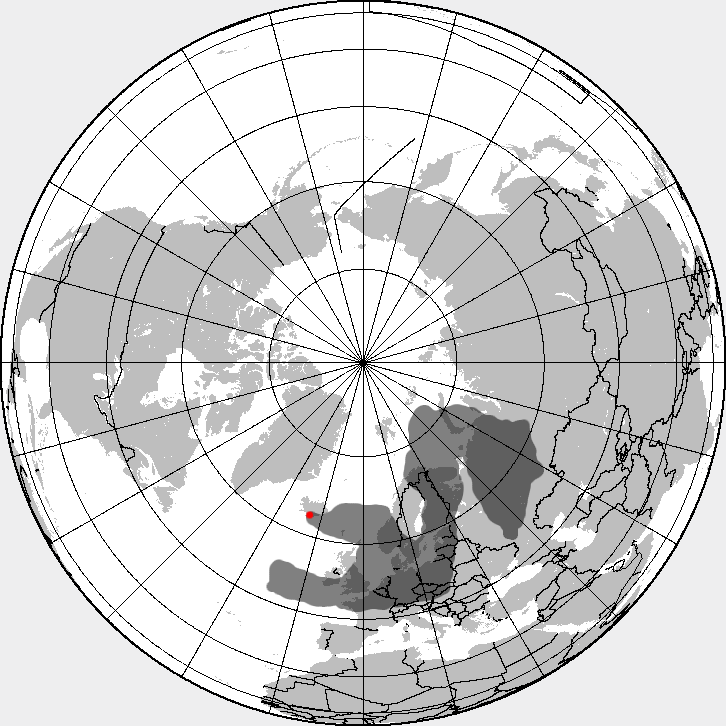
16. April 18:00 UTC
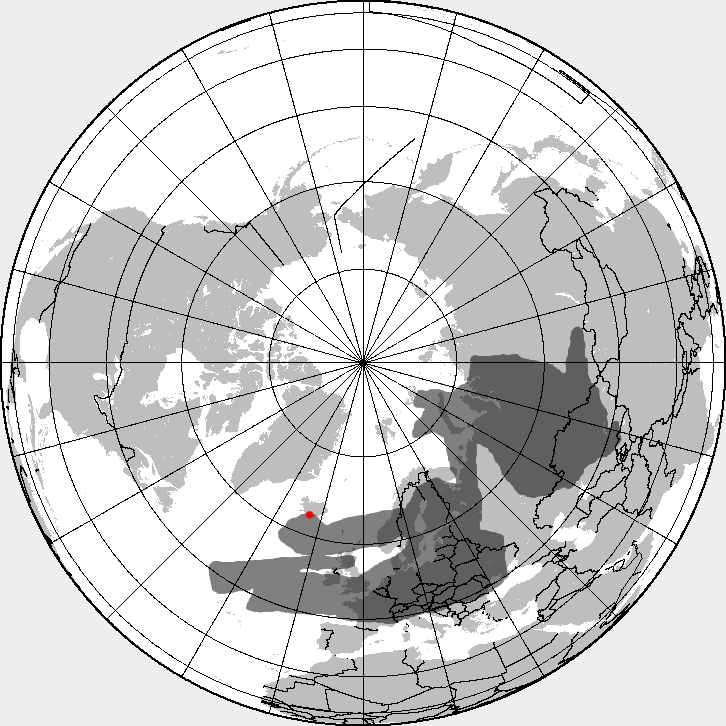
17. April 18:00 UTC
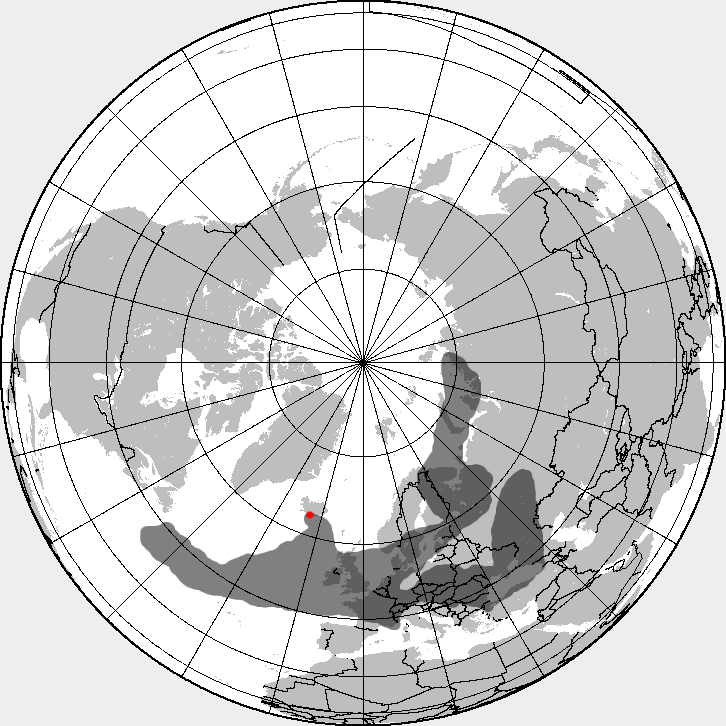
18. April 18:00 UTC
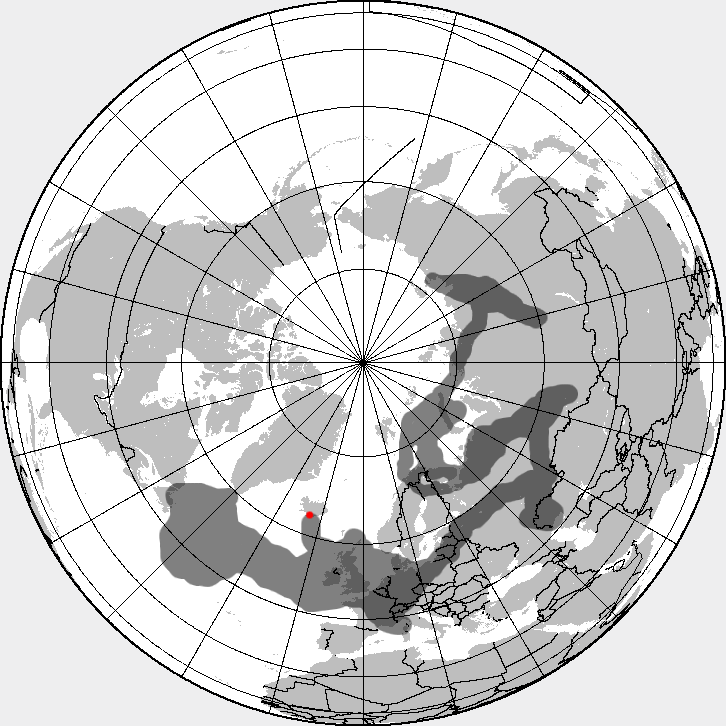
19. April 18:00 UTC
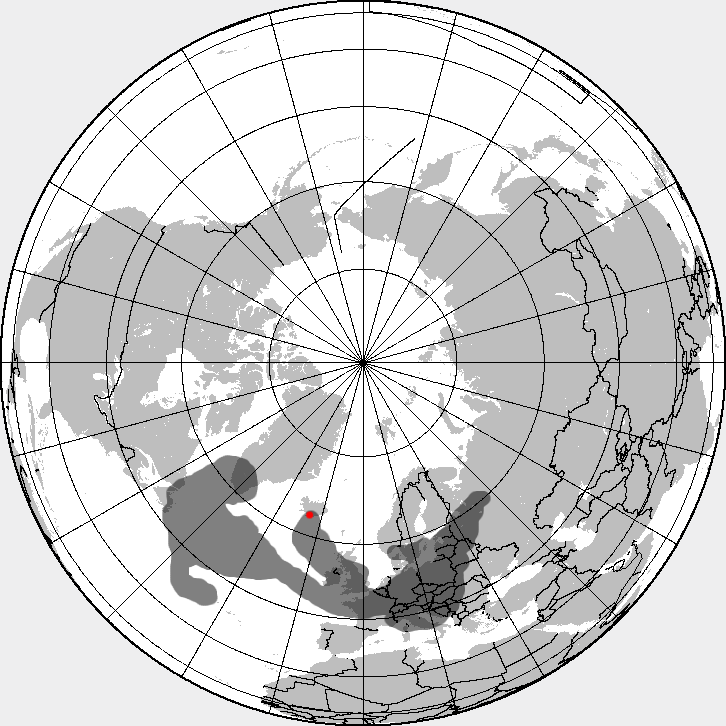
20. April 18:00 UTC
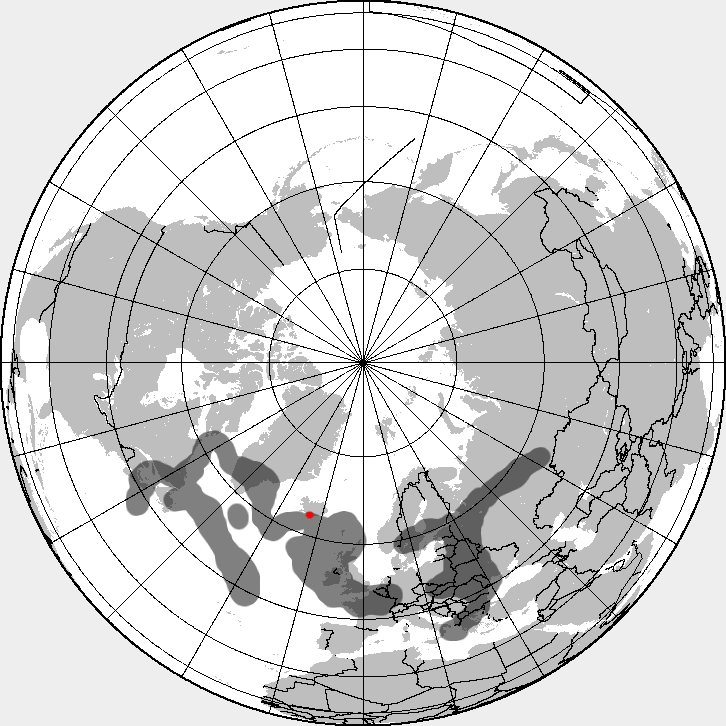
21. April 18:00 UTC
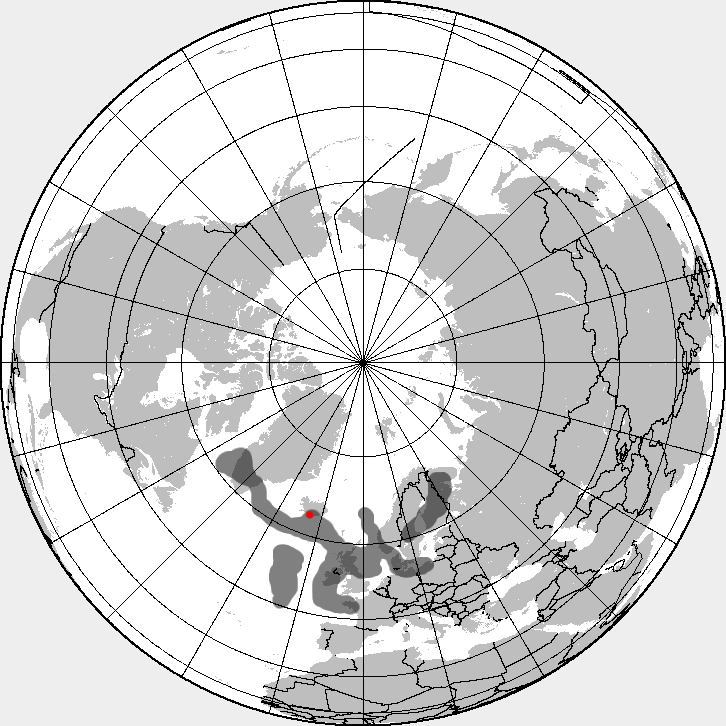
22. April 18:00 UTC
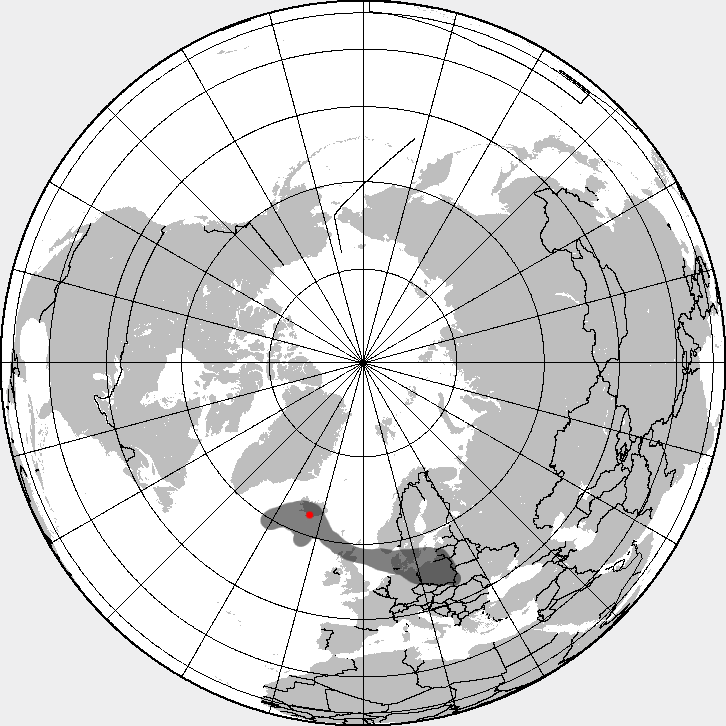
23. April 18:00 UTC
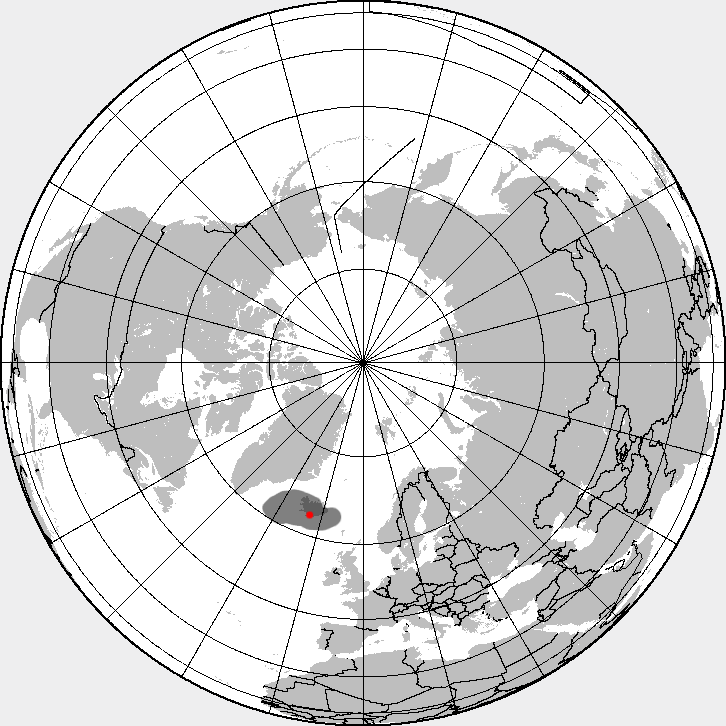
24. April 18:00 UTC
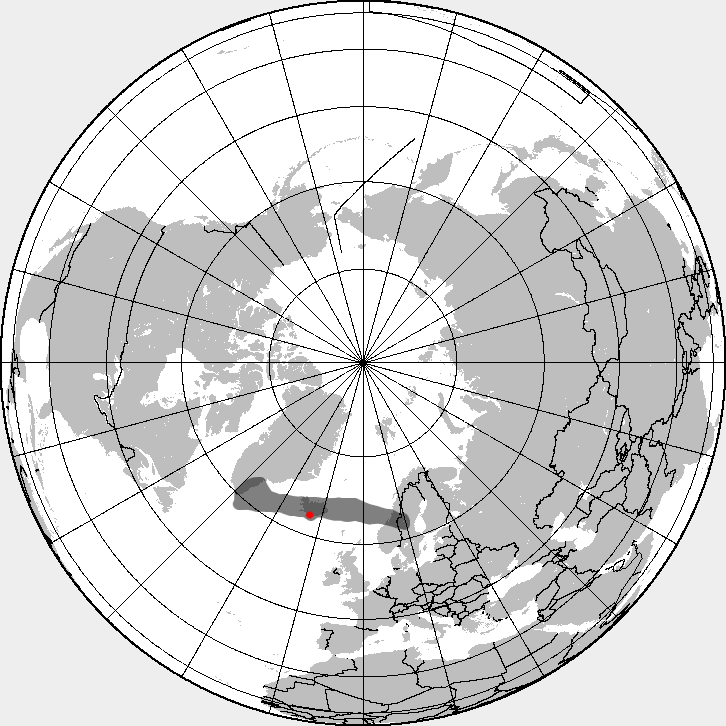
25. April 18:00 UTC

### Fotos und Videos
- Satellitenbilder vom Ausbruch des Eyjafjallajökulls im März 2010, Island, NASA
- Bilder ab dem 6. Mai 2010
- Fotostrecke des Geologen Björn Oddson, 13. Mai 2011, Hauptkrater des Eyjafjallajökull (Bilder li.u. am Artikel Fóru ofan í gíginn (dt. Stiegen in den Krater)) anklicken
- Video:Grafische Darstellung der Erdbeben und Eruptionen am Eyjafjallajökull 2010 (priv. Website) (englisch)

### Wissenschaftliche Beiträge
- M.T. Gudmundsson, R. Pedersen, K. Vogfjörd, B. Thorbjarnardóttir, S. Jakobsdóttir, M.J. Roberts: 2010. Eruptions of Eyjafjallajökull Volcano, Iceland. Eos, 91, 190–191.
- Eruption in Eyjafjallajökull, Geologisches Institut der Universität Island (englisch, Forschungsergebnisse und Synopsis, ab dem 24. April detailliertere Berichte, aktualisiert)
- Jill Sakai: Months of geologic unrest signaled reawakening of Icelandic volcano, PhysOrg, November 17, 2010 (englisch)
- Wissenschaftliche Hintergrundinformationen (vorwiegend kommentierte Linksammlung) zum Ausbruch und der Ausbreitung der Vulkanasche an der Universität für Bodenkultur (BOKU) Wien
- Freysteinn Sigmundsson et al.: Intrusion triggering of the 2010 Eyjafjallajökull explosive eruption. In: Nature 468, S. 426–30 (18. November 2010)
- Jill Sakai, e.a.: Intrusion triggering of the 2010-Eyjafjallajökull explosive eruption. Dept. of Geoscience, Univ. of Wisconsin, Nov. 17, 2010
- A.J.Bennett, e.a.: (PDF-Datei; 1 MB) Monitoring of lightning of the April-May 2010 Eyjafjallajökull volcanic eruption using a very low frequency lightning location network, IOP Publishing, Environmental Research Letters (5) 2010
- Matoza, R. S., J. Vergoz, A. Le Pichon, L. Ceranna, D. N. Green, L. G. Evers, M. Ripepe, P. Campus, L. Liszka, T. Kvaerna, E. Kjartansson, and Á. Höskuldsson: Long-range acoustic observations of the Eyjafjallajökull eruption, Iceland, April – May 2010, In: Geophysical Research Letters. 38, 2011, doi:10.1029/2011GL047019.
- S. R. Gislason, e.a.: Characterisation of Eyjafjallajökull volcanic ash particles and a protocol for rapid risk assessment. Yale Univ., New Haven, March 15, 2011
- Siwan M. Davies, Gudrun Larsen u. a.: Widespread dispersal of Icelandic tephra: how does the Eyjafjallajökull eruption of 2010 compare to past Icelandic events?. In: Journal of Quaternary Science. 25, 2010, S. 605–611, doi:10.1002/jqs.1421.
- P. Arason, e.a.: Observations of the altitude of the volcanic plume during the eruption of Eyjafjallajökull, April–May 2010. Earth Syst. Sci. Data, 3, 9–17, 2011; doi:10.5194/essd-3-9-2011 (PDF-Datei; 1,6 MB) (englisch)
- Volker Matthias, Armin Aulinger u. a.: The ash dispersion over Europe during the Eyjafjallajökull eruption – Comparison of CMAQ simulations to remote sensing and air-borne in-situ observations. In: Atmospheric Environment. 48, 2012, S. 184–194, doi:10.1016/j.atmosenv.2011.06.077.
- Hoyle, C. R., Pinti, V., Welti, A., Zobrist, B., Marcolli, C., Luo, B., Höskuldsson, Á., Mattsson, H. B., Stetzer, O., Thorsteinsson, T., Larsen, G., Peter, T.: Ice nucleation properties of volcanic ash from Eyjafjallajökull. In: Atmos. Chem. Phys., 2011, 11, 9911-9926, doi:10.5194/acp-11-9911-2011 (englisch)
- Magnús T. Gudmundsson et al.: Ash generation and distribution from the April-May 2010 eruption of Eyjafjallajökull, Iceland. In: Scientific Reports. 2, 2012, S. , doi:10.1038/srep00572. (englisch)

## Literatur

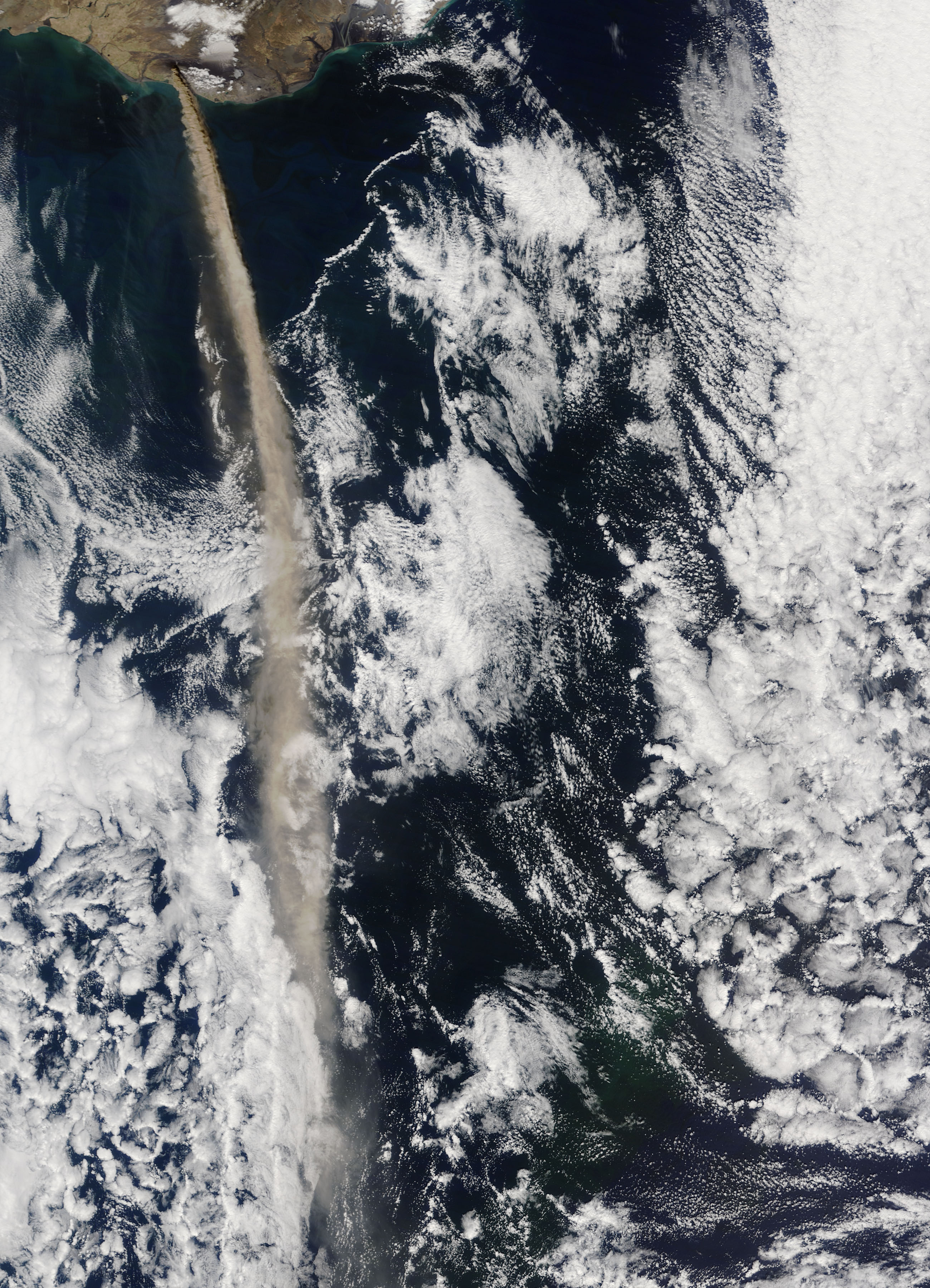
Aschenwolke am 11. Mai 2010, Satellitenaufnahme

### Diverse Einzelbeobachtungen
- Themenseite des Deutschen Zentrums für Luft- und Raumfahrt (DLR) zur Aschewolke
- Jón Kristinn Helgason, Veðurstofu Íslands, Esther Hlíðar Jensen, Veðurstofu Íslands: Eðjuflóð, aurskriður og framburður gosefna niður á láglendi með vatnsföllum vorið 2011 vegna gjósku úr Eyjafjallajökulsgosinu, VÍ 2011-001, ISSN 1670-8261 (Zu den Lahars im Zsh. mit der Asche vom Ausbruch des Eyjafjallajökull) (PDF-Datei, isländisch; 6,5 MB)
- Fine, jagged ash increased Eyjafjallajokull volcano's influence. Pyhs.Org., 22. Januar 2012 (englisch)
- S. J. Leadbetter, M. C. Hort u. a.: Modeling the resuspension of ash deposited during the eruption of Eyjafjallajökull in spring 2010. In: Journal of Geophysical Research: Atmospheres. 117, 2012, doi:10.1029/2011JD016802.
- Oddur Sigurðsson, e.a.: Flood warning system and jökulhlaups – Eyjafjallajökull, Icelandic Met Office, 7. Januar 2011 (englisch)
- Jon Tarasewicz, e.a.: Using microearthquakes to track repeated magma intrusions beneath the Eyjafjallajökull stratovolcano, Iceland. In: Journal of Geophysical Research. 117, 2012, S. , doi:10.1029/2011JB008751.
- Eyjafjallajökull Eruption 20th March 2010 to June 2010, IN: Tephrabase. A Tephrochoronological Database, Univ. of Edinburgh